# Palazzi nasridi
I palazzi nasridi, anche chiamati Cuarto Real Viejo sono un insieme di edifici dell'Alhambra di Granada formato da due palazzi indipendenti, il Palazzo de Comares e il Palazzo dei Leoni, oltre all'annesso, Mexuar, scelti dai Re cattolici come loro residenza, durante i loro soggiorni a Granada, tra tutti gli altri edifici presenti nel complesso dell'Alhambra. Queste residenze furono sostituite nel tempo, secondo i precetti islamici di non costruire nulla che si sarebbe perpetuato nel tempo e la tradizione che ogni sultano costruiva il suo palazzo per dimostrare il suo potere personale. La decisione dei monarchi cattolici ne garantì la conservazione, a differenza di altri abbandonati o distrutti dai francesi, quasi completamente. Alcuni di questi palazzi furono sede del tribunale dei Nasridi, con funzioni amministrative, protocollari, residenziali e di godimento. Cronologicamente furono costruiti dopo l'alcazaba, il Generalife e il Partal a partire dal primo trentennio del XIV secolo.

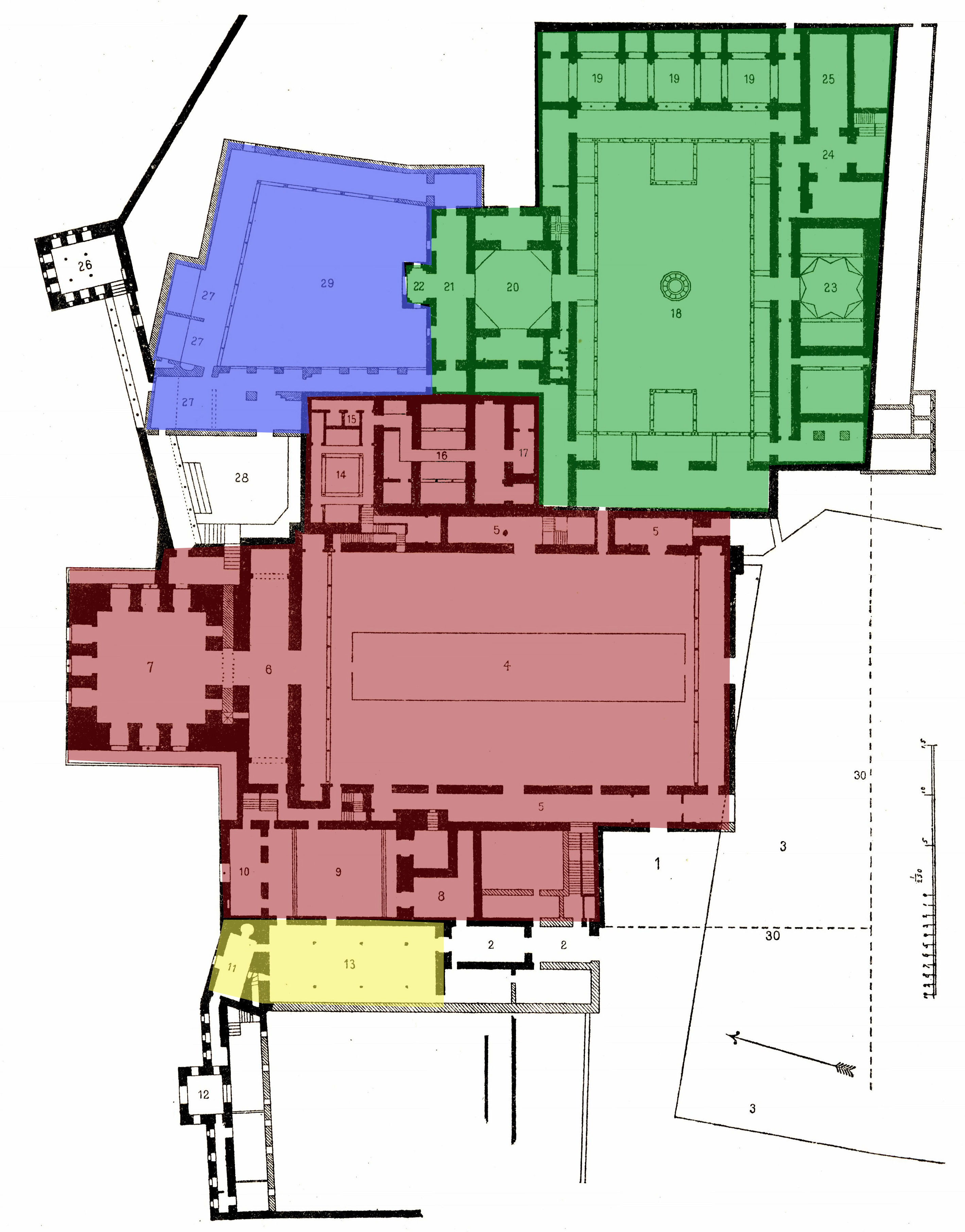
Pianta dei Palazzi nasridi e delle Stanze dell'Imperatore.
Mexuar - giallo
Palazzo de Comares - rosso
Palazzo dei Leoni - verde
Stanze dell'Imperatore - blu

Vi sono comunque altri palazzi fuori dal complesso dell'Alhambra come il Dar al-Horra sempre a Granada nell'antico quartiere arabo dell'Albaicin.

## Mexuar
Dedicato all'amministrazione della giustizia, è un insieme eterogeneo di stanze, di diverse epoche, riutilizzate e molto trasformate. 

### Patio della Moschea
Con scarse tracce di una splendida costruzione scomparsa.

### Patio di Machuca

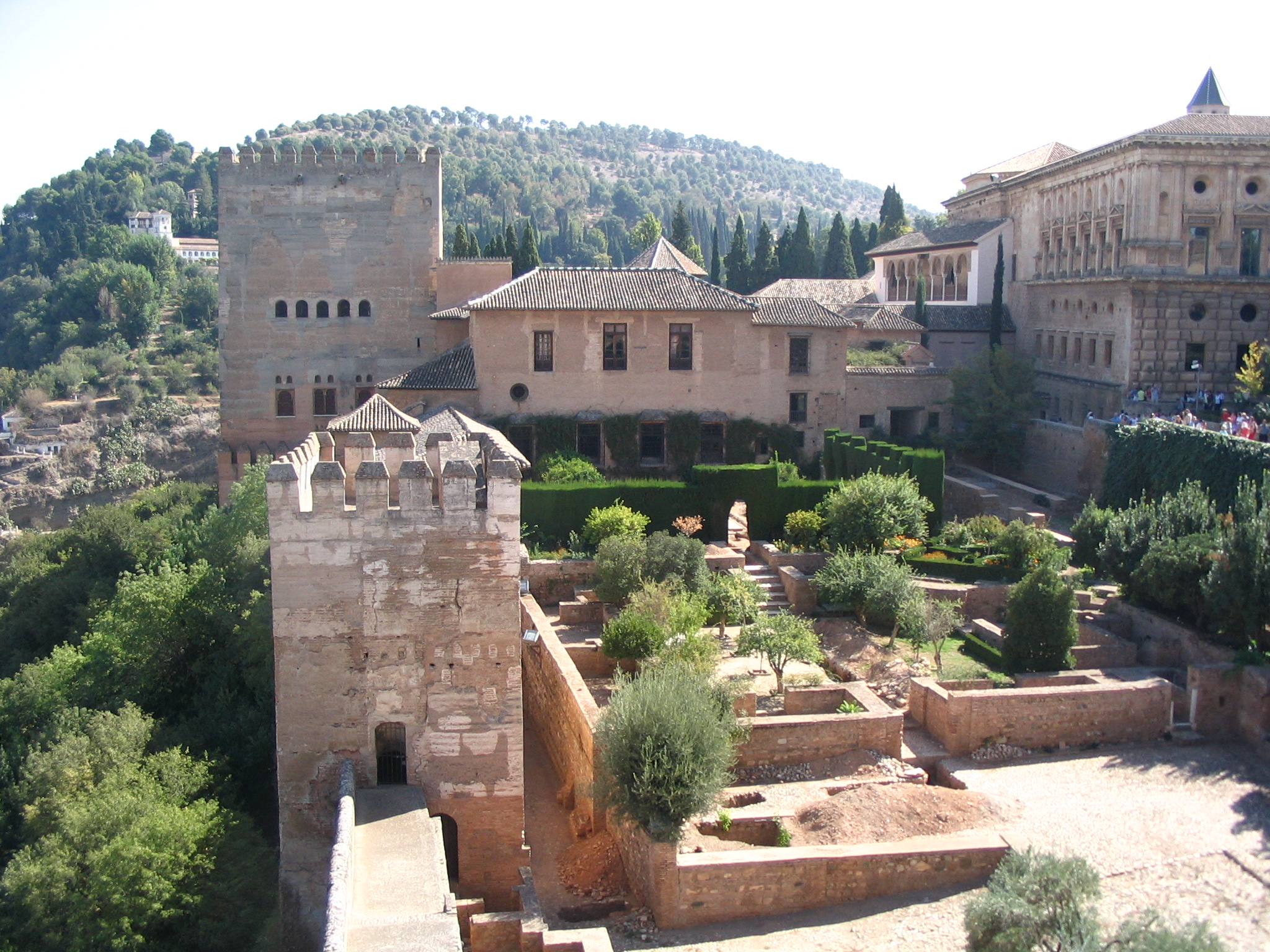
Insieme dell'Alhambra con il palazzo di Carlo V
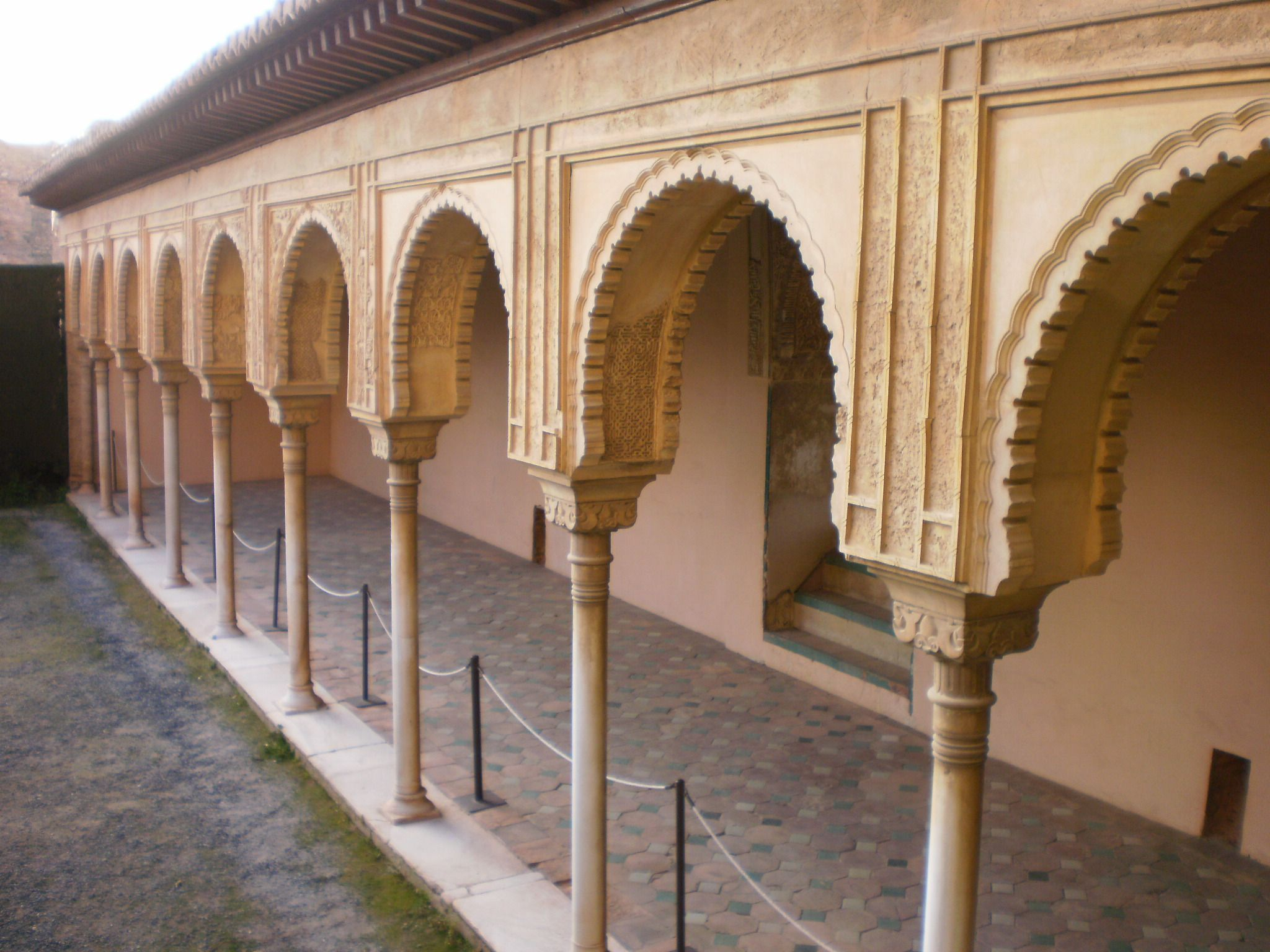
Patio di Machuca

Dove visse Pedro Machuca, con i resti di un palazzo nasride.

### Sala del Mexuar

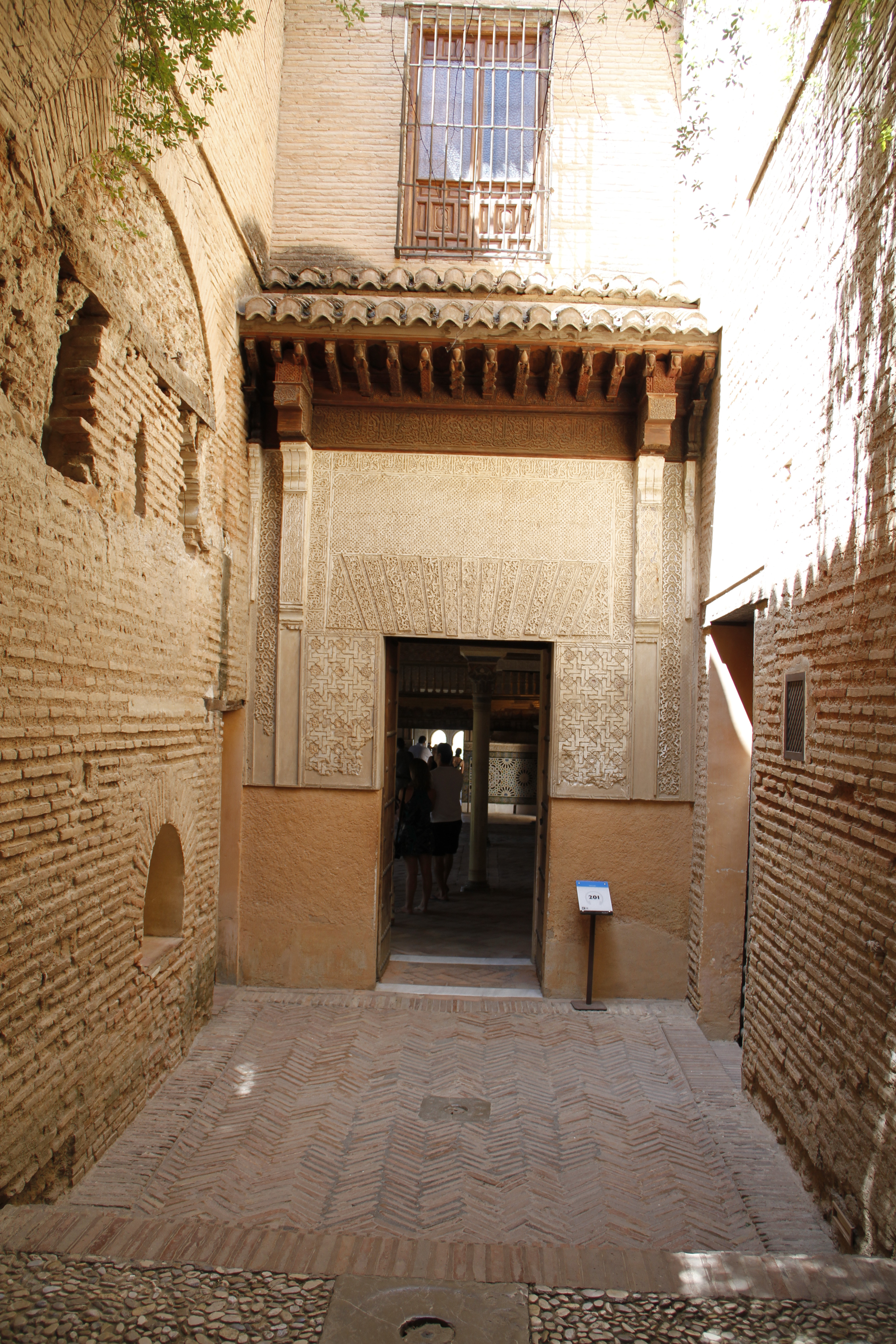
Ingresso
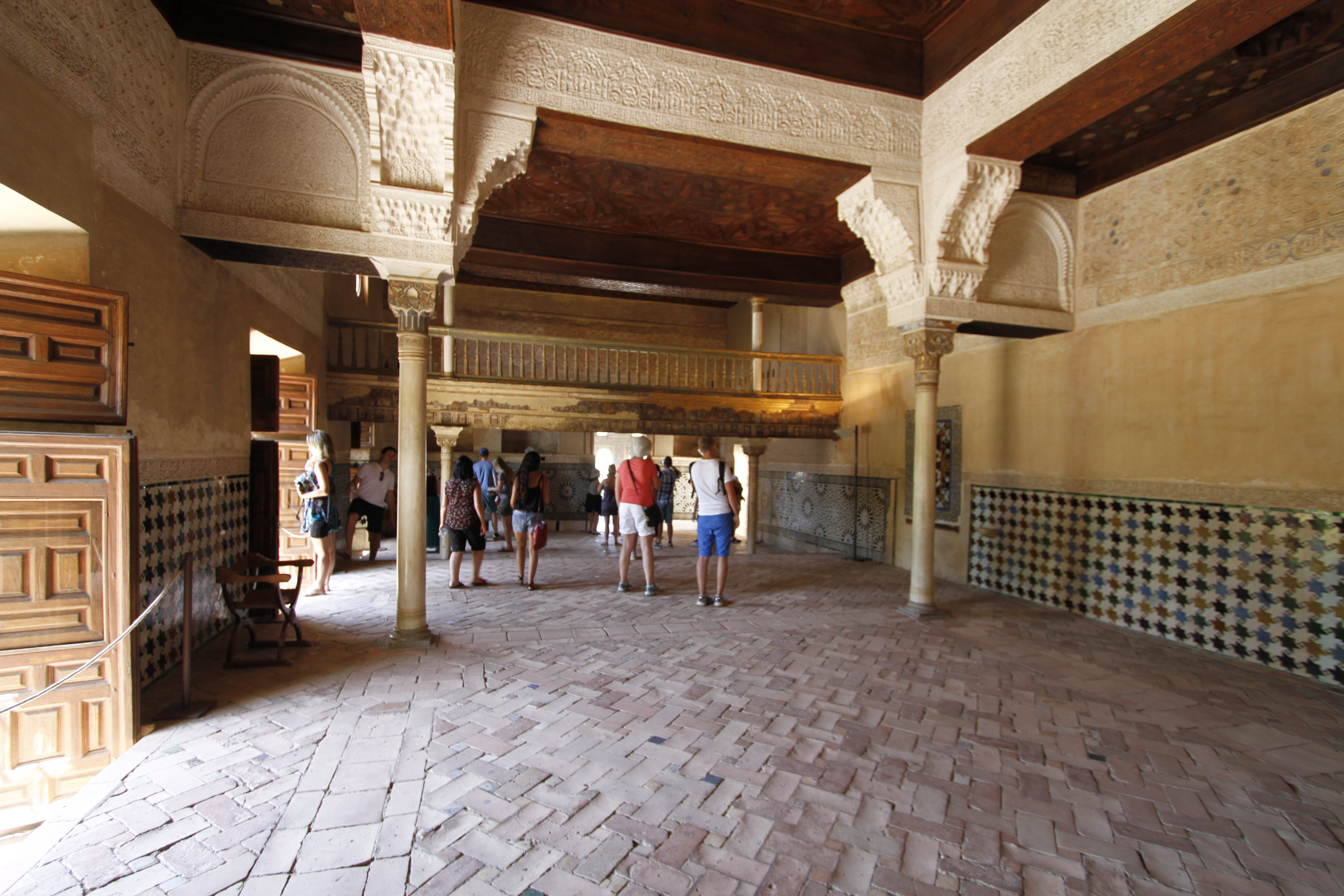
Interno del Mexuar.
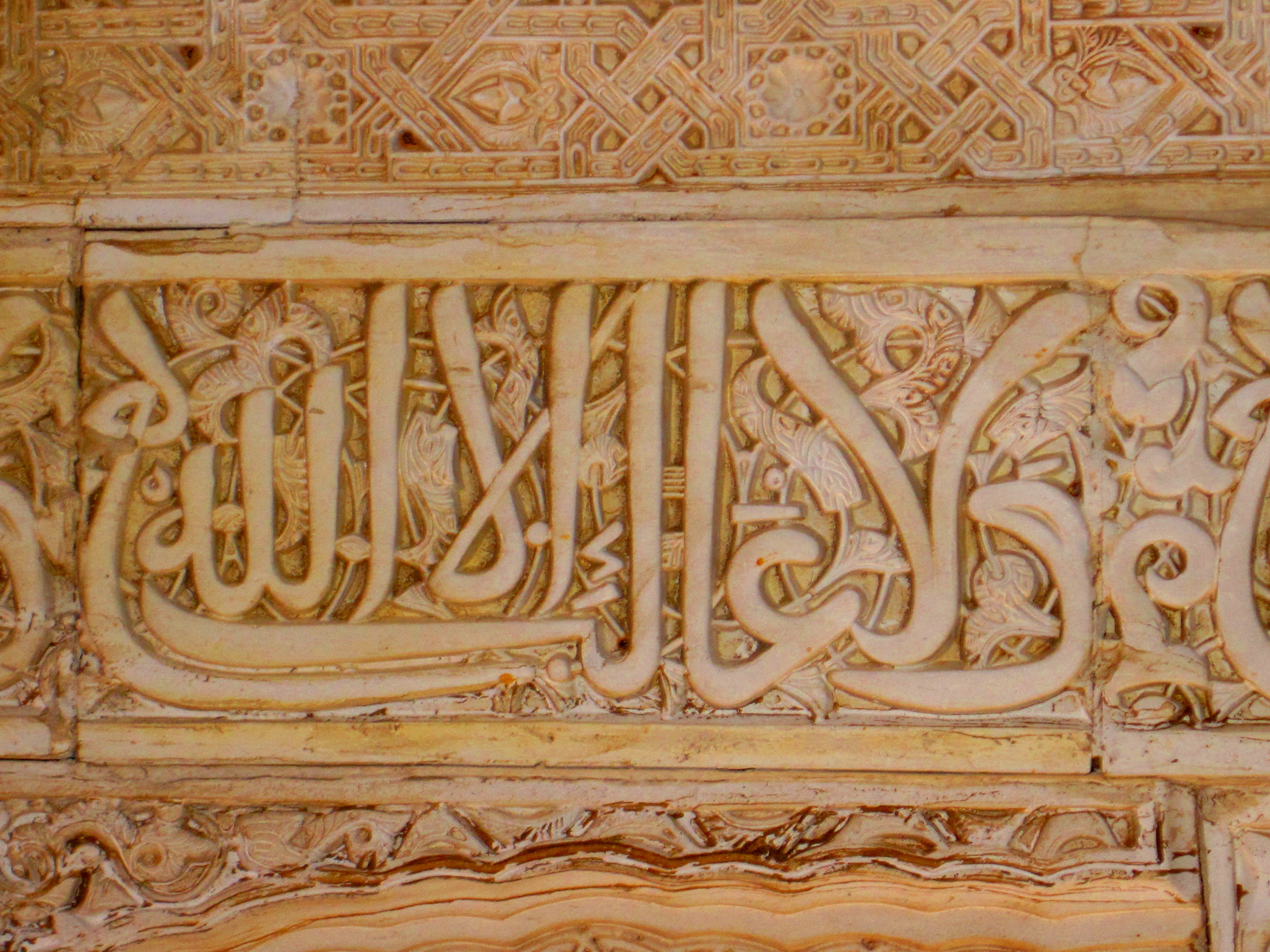
Dettaglio della scrittura della parete della sala del Mexuar: «Solo Dio è vencedor».
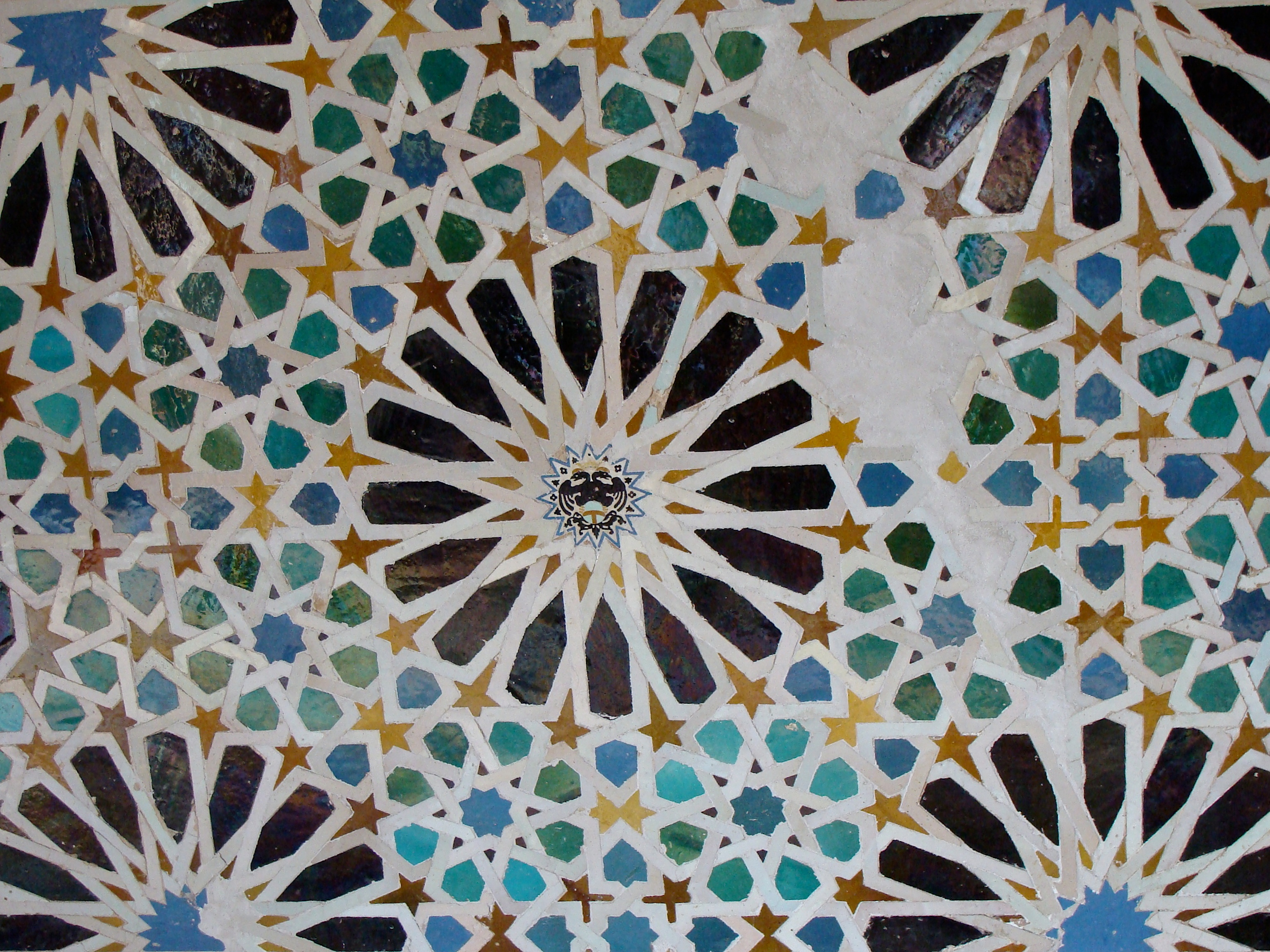
Pannello di piastrelle del Mexuar, nel quale sono combinati tecnica e stile nasride con la simbologia cristiana, che rappresenta l'aquila bicefala della monarchia castigliana

È la sala più antica dell'insieme di palazzi, dovrebbe essere stata una struttura precedente al Palazzo de Comares e a quello dei Leoni, e probabilmente è stata costruita da Ismail I di Granada (1314-1325), come sala delle udienze e di giustizia per i casi importanti. Aveva una camera elevata e chiusa da persiane dove sedeva il sultano ad ascoltare senza essere visto, anche se il suo nome proviene del termine arabo Maswar, luogo dove si riuniva la Sura (Consiglio di Ministri).
Venne trasformata, da Muhammad V di Granada, in sala d'attesa per i ricorrenti di giustizia per far posto alla costruzione del patio del Mexuar. I monarchi cattolici aggiunsero un nuovo piano, tagliando il lucernario centrale e trasformandolo in una cappella, ingrandendolo a nord con la demolizione di un tramezzo e l'apertura di finestre laterali. Nel XIX e XX secolo fu restaurato.
La decorazione è il risultato di un susseguirsi di interventi tra il XVI e il XX secolo, nei quali spiccano le colonne e i capitelli caratteristici dell'architettura nasride. Nei pannelli di piastrelle che decorano le sue pareti sono presenti combinazioni di pezzi di origine nasride con interventi e pezzi cristiani.

### Moschea del Mexuar

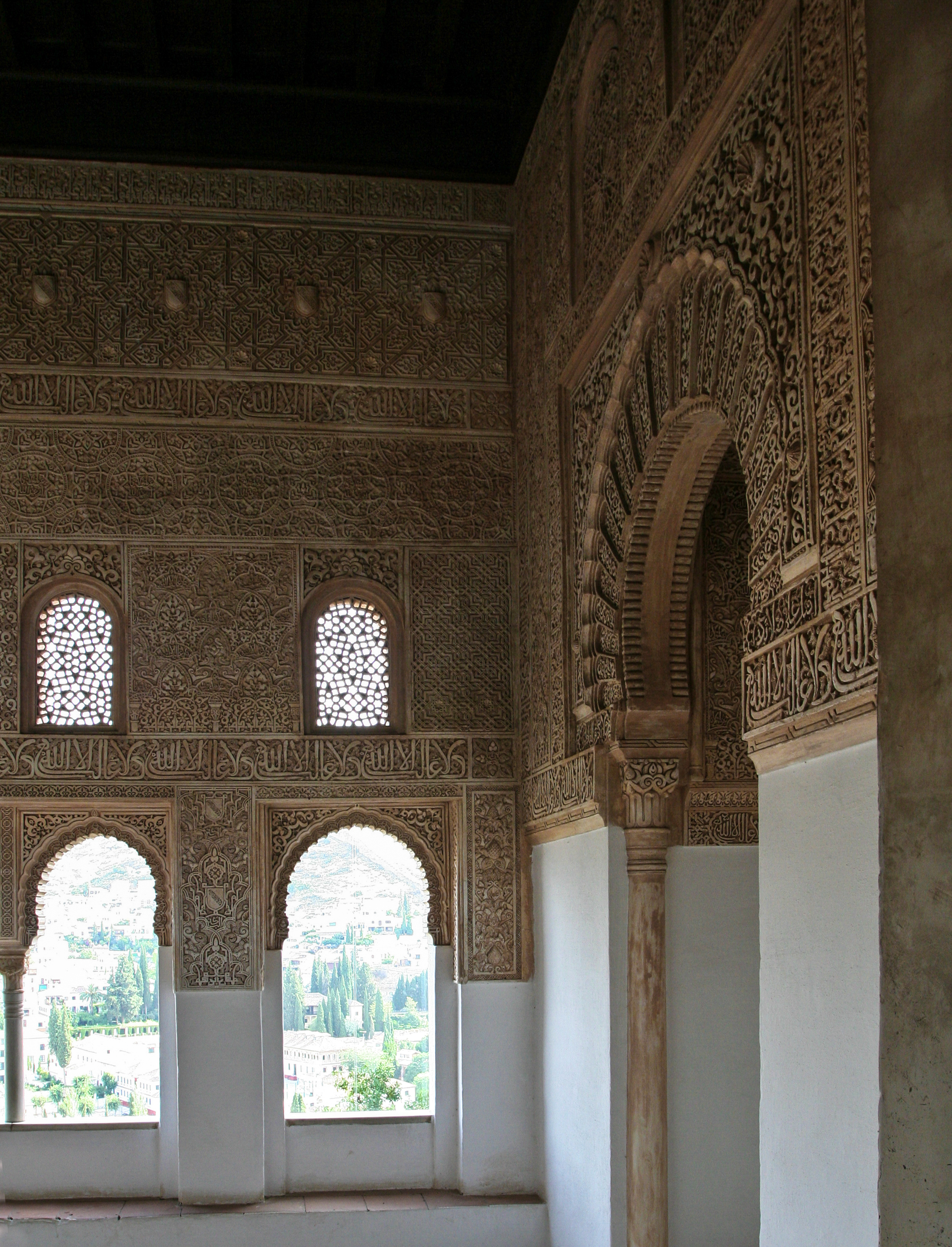
Particolare della moschea
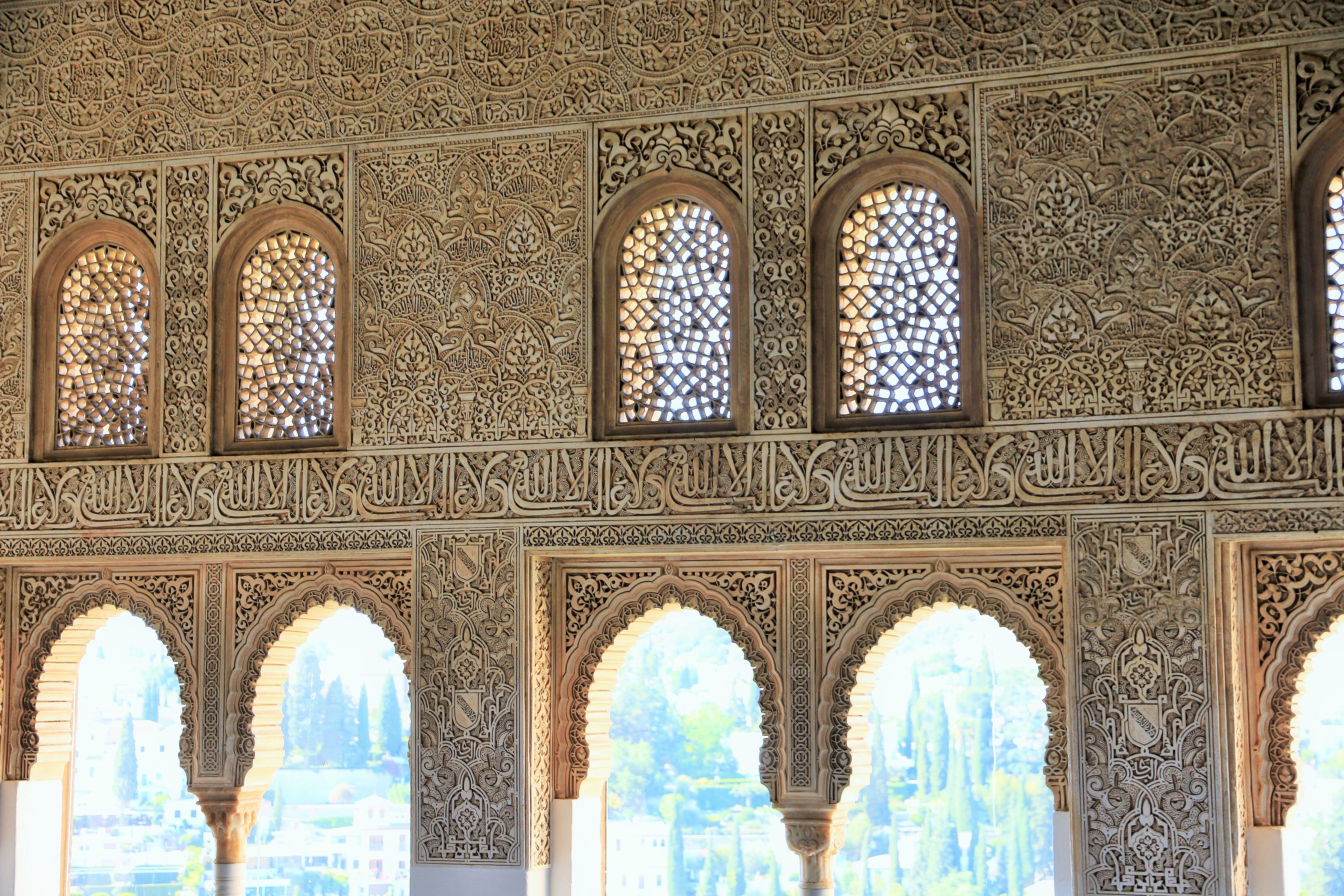
Particolare della moschea

Annessa al Mexuar, sul lato nord, c'è una bella e lunga moschea, molto restaurata, da dove si vede l'Albayzín. É orientata diversamente per adempiere alla sua funzione religiosa (indirizzata verso La Mecca). Vi si accedeva dal Patio de Machuca ai tempi dei Nasridi..

### Patio del Mexuar
Anche chiamato patio del Cuarto Dorado, si trova in continuazione del Mexuar. È un piccolo cortile con una fonte al centro, con il Cuarto Dorado alla sinistra nord e la facciata del Palazzo de Comares alla destra a sud.

### Cuarto Dorado
Non si conosce con certezza la destinazione data a questa zona in epoca nasride, anche se si crede che vi fossero ricevuti i ricorrenti di giustizia da parte del sultano, sotto il cornicione della facciata del patio de Comares. Sì sa che venne adattato come appartamento per Isabella d'Aviz, per il suo previsto soggiorno all'Alhambra, anche se mai giunse ad occuparlo. Nella facciata spiccano i capitelli dell'arco di ingresso. All'interno della sala spicca il soffitto, in legno di cedro, decorato con pigne e conchiglie, con cornice a quattro zoccoli. Sotto, finestre con persiane e graticci sono due bordi rettangolari in ceramica. La stanza è decorata con dipinti gotici e scudi ed emblemi dei monarchi cattolici. 

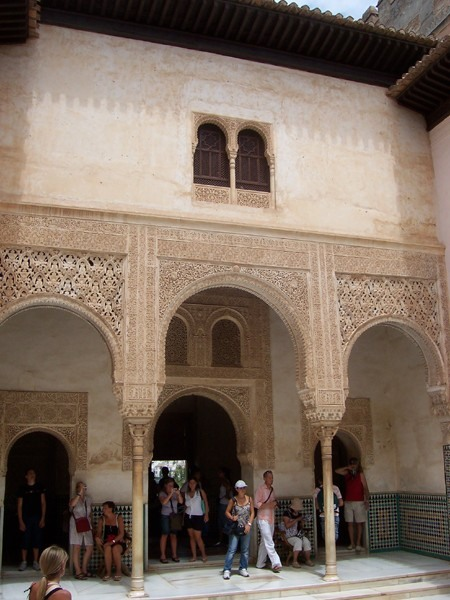
Galleria sul patio
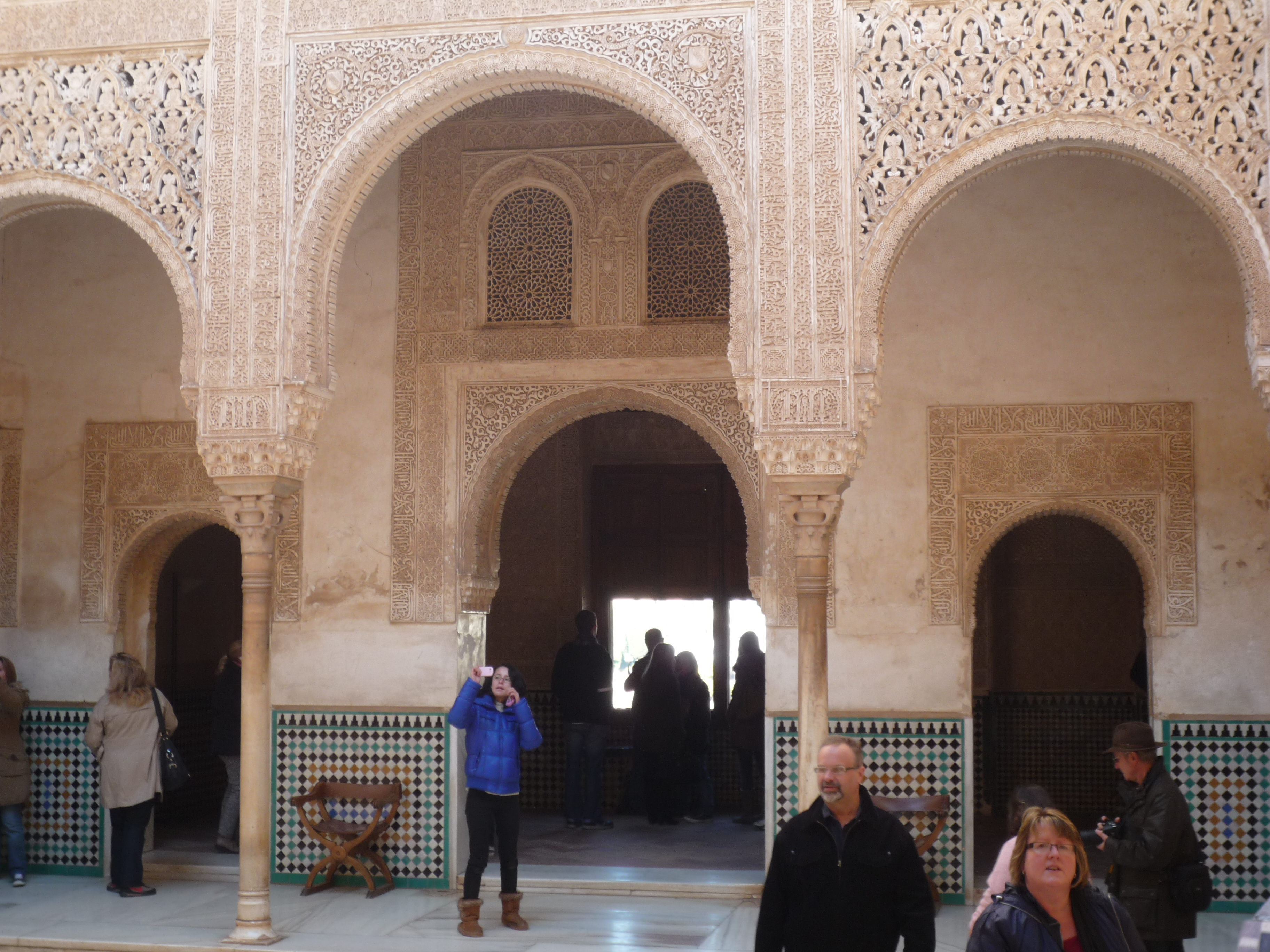
Galleria
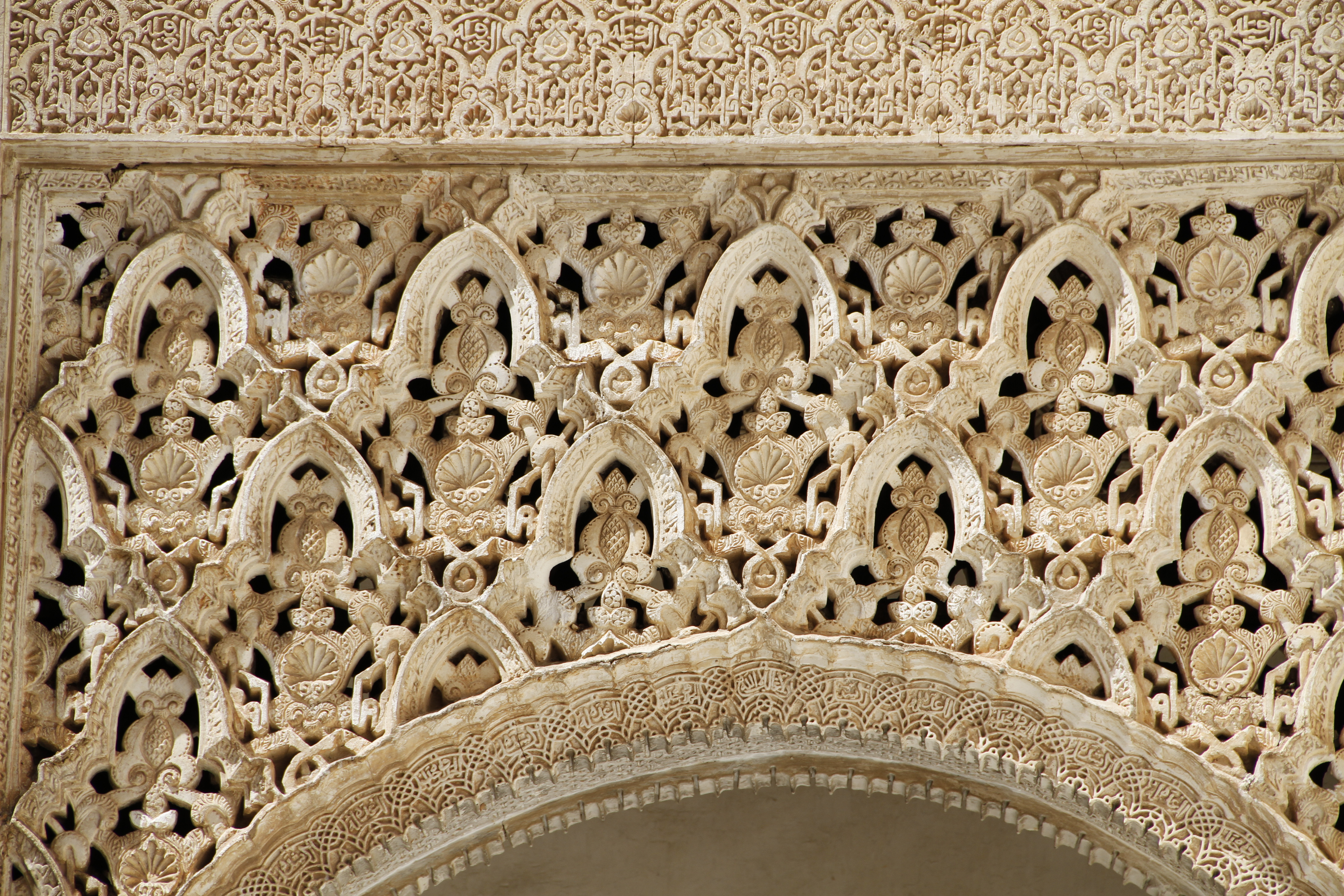
Dettaglio della facciata del Cuarto dorado.

## Palazzo de Comares
Il palazzo venne costruito intorno al patio degli Arrayanes, l'inizio delle opere realizzate durante il regno di Ismail I di Granada che governò tra il 1314 e il 1325, e continuato poi da Yusuf I (1333-1354) che morì assassinato prima di vederlo concluso, e poi completato da Muhammad V nel 1370. Il palazzo principale era probabilmente la sede del potere esecutivo mentre nei cortili contigui veniva amministrato il potere giudiziario e quello amministrativo. Vi si accedeva dal lato sud del patio del Cuarto Dorado. Ha una pianta rettangolare con un grande patio centrale porticato nelle estremità più brevi e nel quale c'è una piscina. Nel nord del cortile si trovavano le dipendenze private del sultano: utilizzava il piano terra in estate, composto dalla sala della Barca, e in inverno il piano elevato, formato dalle alcove laterali. In questa zona si trovava anche il Salone degli Ambasciatori, con pianta quadrata con ai lati delle alcove. Probabilmente la sua funzione era il ricevimento di udienze e atti ufficiali. La zona sud del cortile venne rimodellata per la costruzione del palazzo di Carlo V. Poteva essere la residenza dell'erede, mentre le concubine e il personale di servizio erano alloggiati dalla facciata principale al patio del Mexuar. L'hammam dei Bagno del Palazzo de Comares, anche conosciuto come Bagno Reale per essere stato ad uso particolare dei Re Cattolici, risale all'epoca di Yusuf I (1333-1354). Il Bagno Reale o de Comares costituisce uno degli spazi di maggiore interesse dentro l'insieme dell'Alhambra, con uno degli hammam in migliore stato di conservazione finora rimasto in Occidente, praticamente íntegro nonostante alcune modificazioni strutturali e una manutenzione più estetica che funzionale.

### Etimografia
Il nome di comares ha dato luogo a ricerche etimologiche molto variegate. Ecco un piccolo esempio:
Secondo Diego de Guadix nel suo dizionario di parole arabe, la voce comares può derivare da cun, dal significato di alzare di più lo sguardo. Quindi, cunari significherebbe "alzati e guarda". La parola, poi corrotta, venne trasformata in comares, che, facendo una traduzione libera, verrebbe a significare: "Apri gli occhi e guarda".
Secondo l'opinione dello storico di Granada del XVI secolo, Luis del Mármol Carvajal, il nome di comares si deve a un lavoro di artigianato artistico molto apprezzato tra siriani e persiani chiamato comaraxía, una tecnica di fabbricazione di vetri per l'esterno e i tetti.
Un'altra teoria è che il nome di comares provenga della parola araba qumariyya o qamariyya, che sono i vetri colorati che possono osservarsi ancora nel balcone del salone degli Ambasciatori.
Qumarish è il nome di un luogo del Nordafrica da dove provenivano grande parte degli artigiani che lavorarono nell'Alhambra.

### Facciata del Palazzo de Comares
La facciata del palazzo è stata eretta su mandato di Mohamed V, e venne inaugurata nel 1370. Si tratta di una facciata interna, nel patio del Mexuar, che anticipa la maestosità dell'interno del palazzo dove sedeva il sultano, sotto il cornicione della facciata, al servizio dei ricorrenti, con cornicioni originali in legno di cedro, decorazioni di pigne e conchiglie. Sotto ci sono finestre con persiane e graticci con due strisce rettangolari bordate in ceramica. È l'ingresso ufficiale al palazzo. 

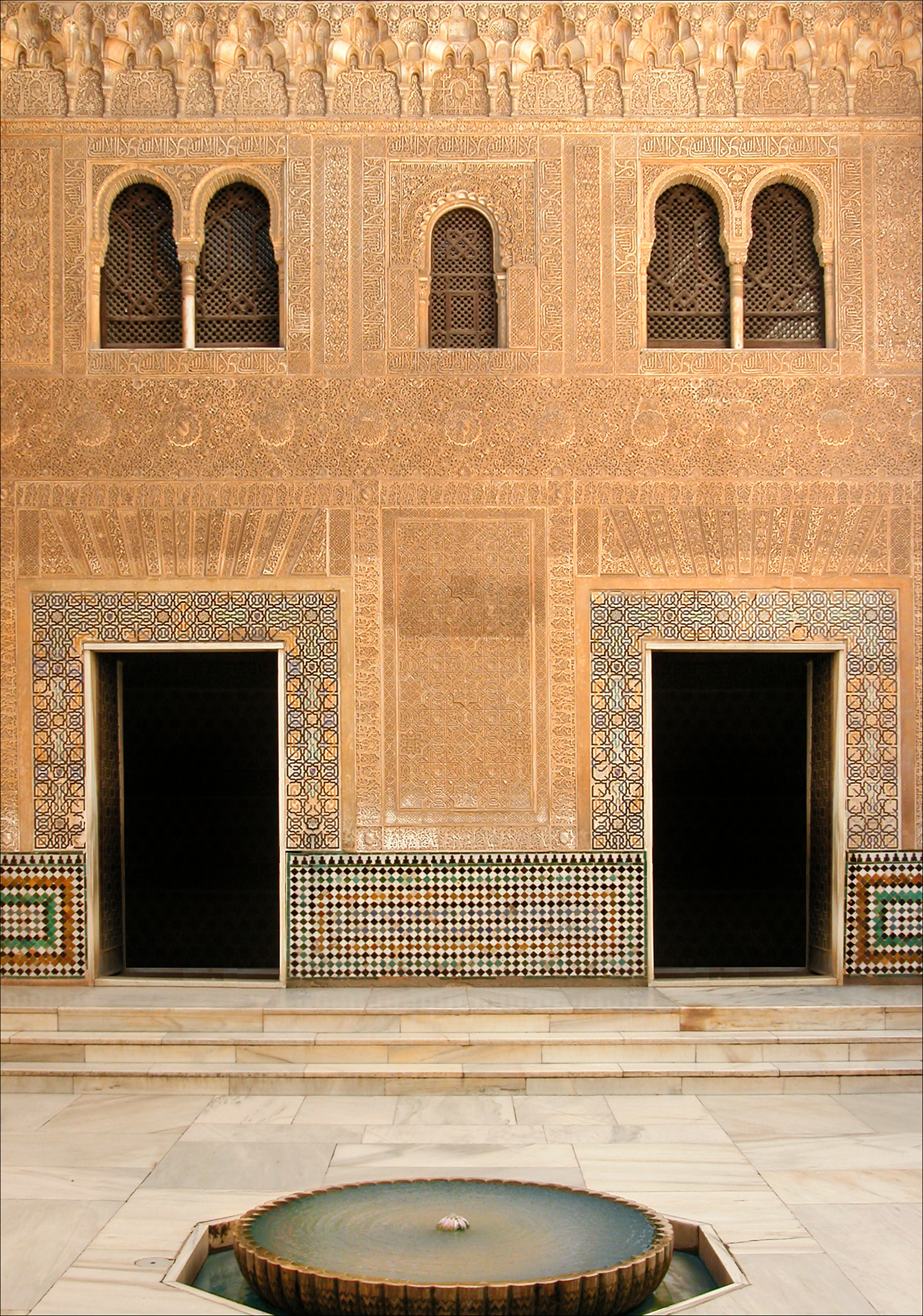
Facciata del palazzo de Comares.

### Patio de los Arrayanes

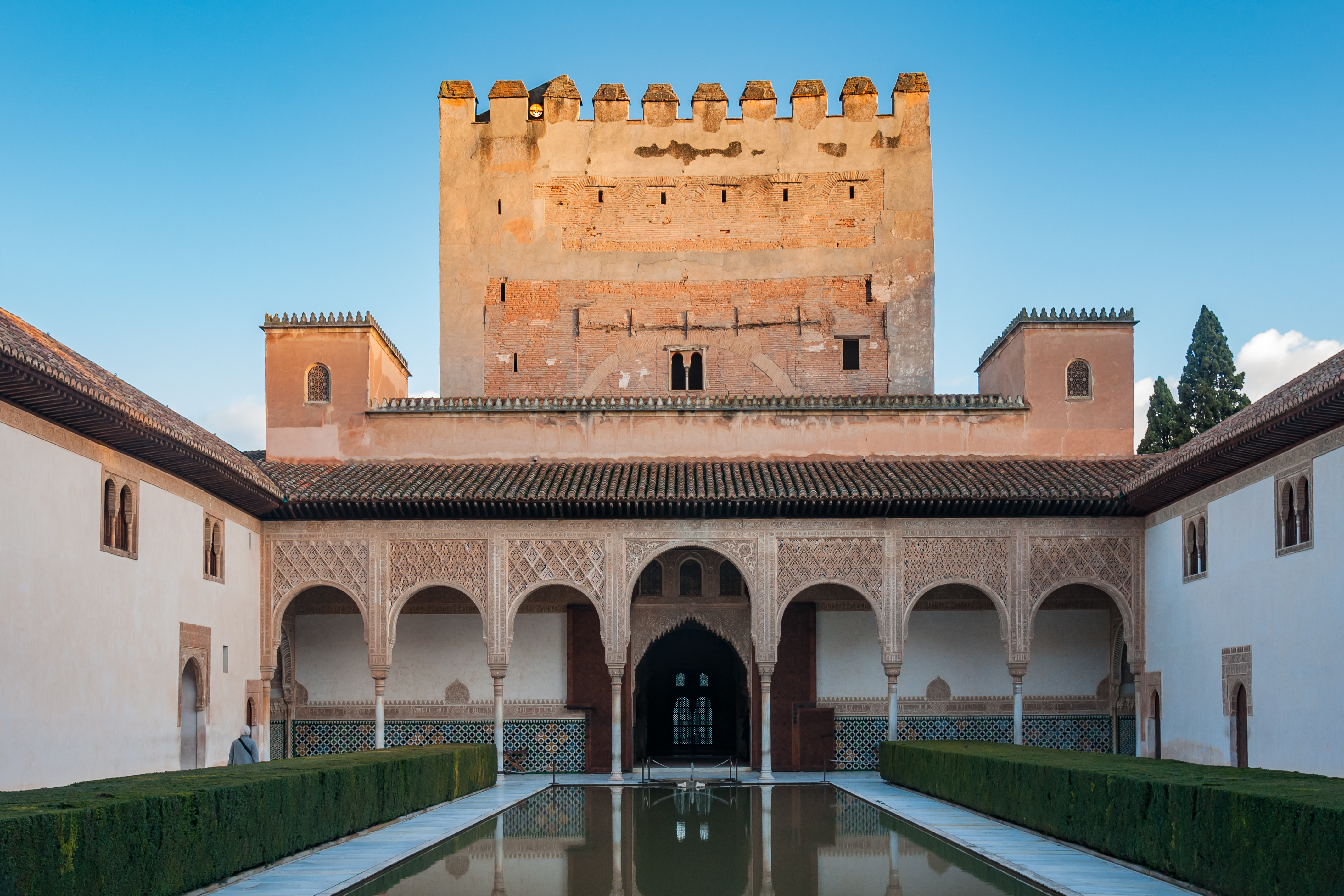
Veduta del patio de los Arrayanes, della piscina o de Comares, con sullo sfondo la torr de Comares
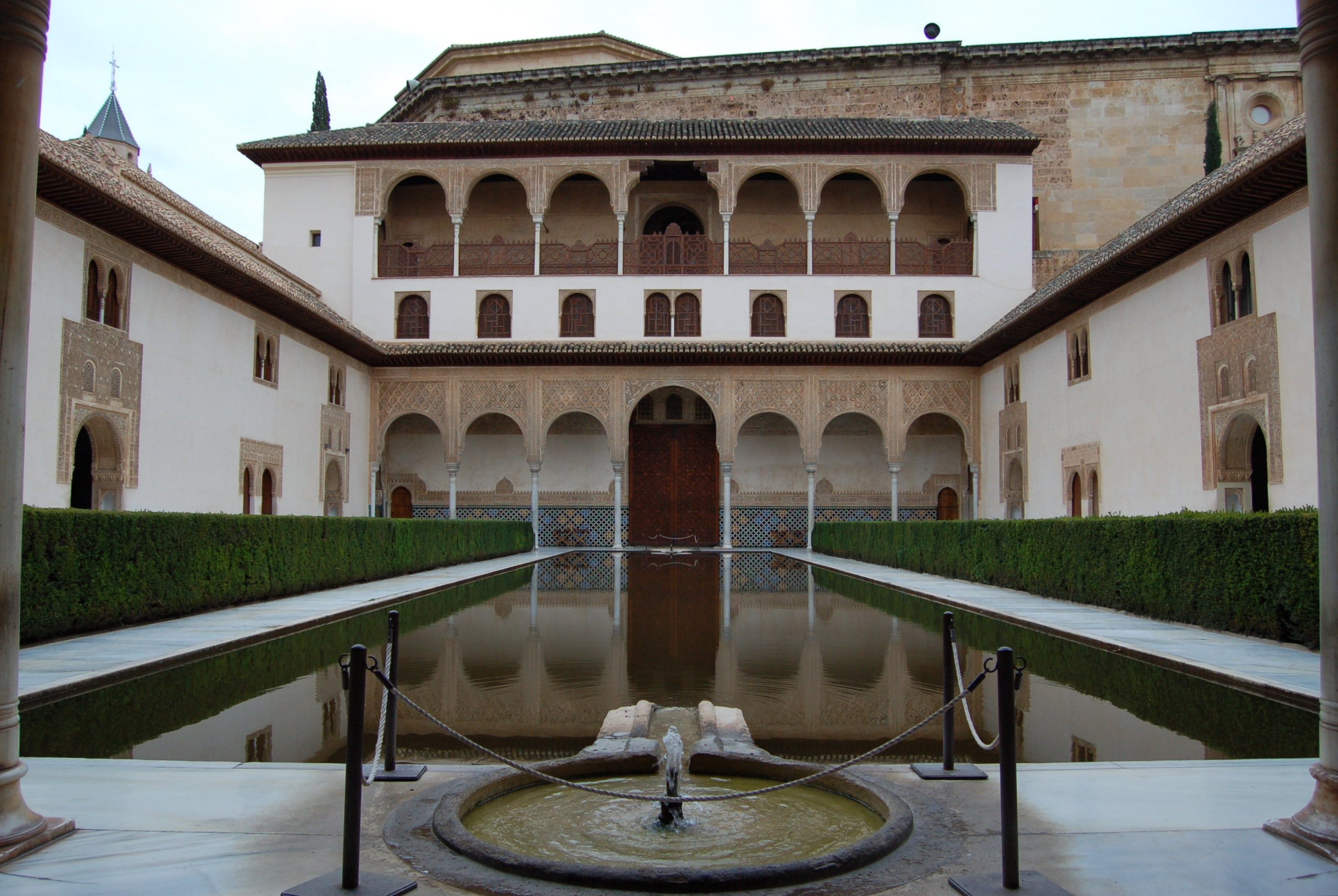
Patio degli Arrayanes

È il patio centrale del Palazzo de Comares. Ad entrambi i lati della piscina, che occupa gran parte del cortile, si trovano piantati i mirti che danno il nome a questo cortile. Nello stesso si può trovare uno dei soggetti ambientali dell'Alhambra: la presenza dell'acqua, che non soltanto agisce come tale, ossia, acqua, ma anche come specchio. In questa piscina si riflette l'imponente Torre de Comares. Ad un'estremità c'è una galleria per tutta la larghezza del patio e alle sue estremità, altre sale. Dalla galleria si accede all'anticamera denominata:

### Sala della Barca

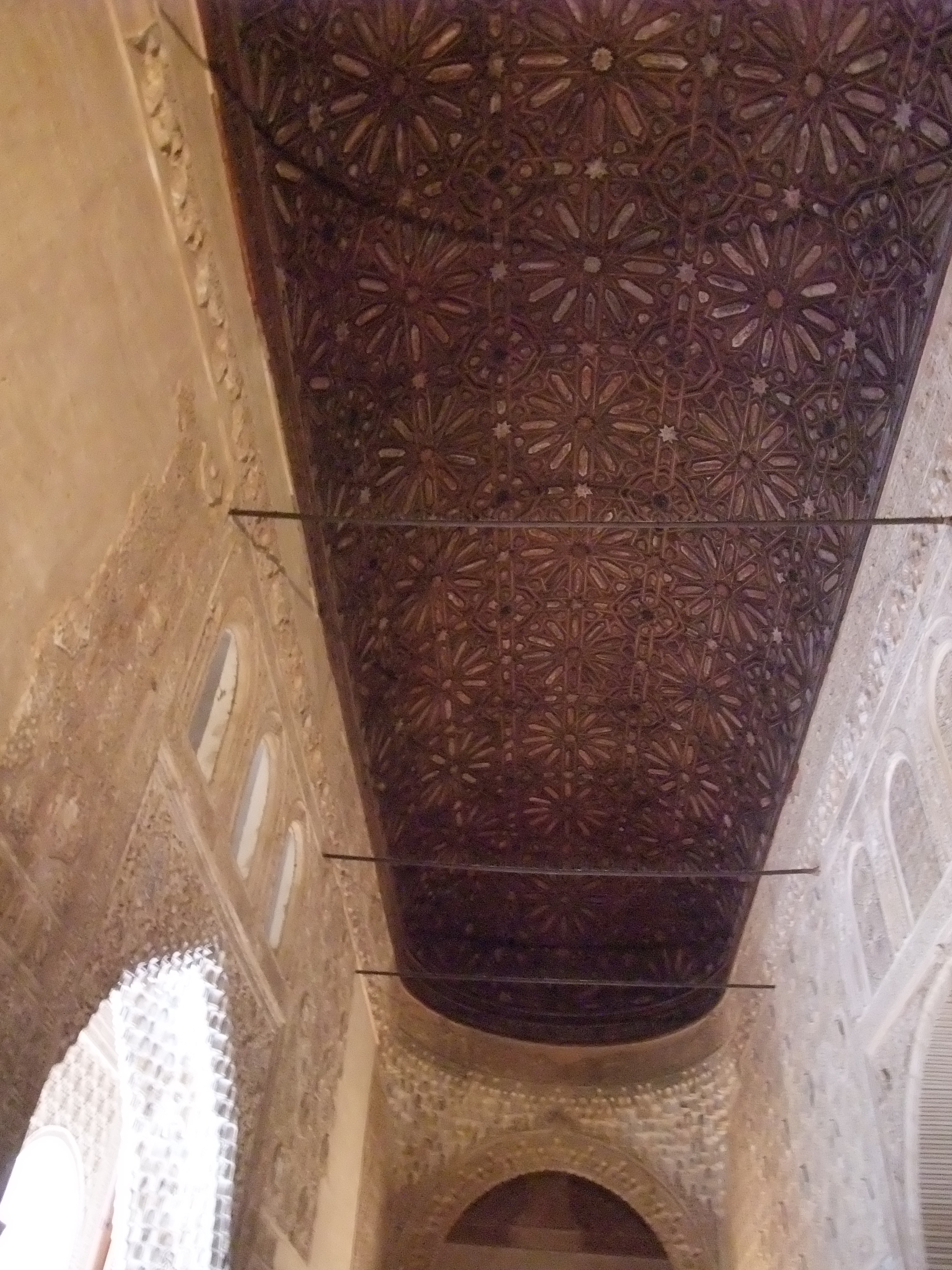
Soffitto
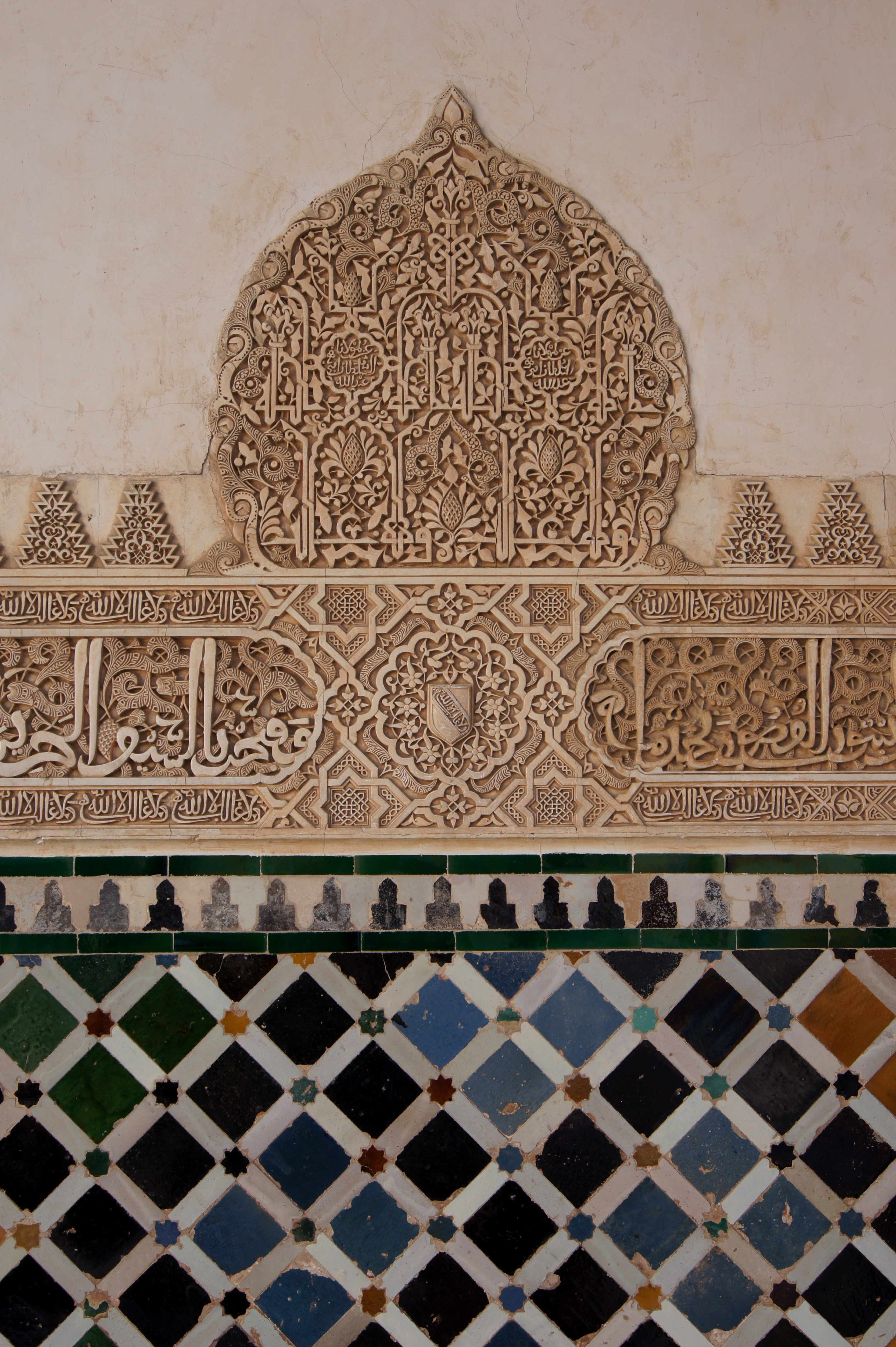
Arabeschi con lo stemma nasride e la frase «Sólo Dios es vencedor»

Dalla galleria nord del patio degli Arrayanes e tramite un arco puntato mozarabico, che ancora conserva parte della sua policromía originale in oro e blu, si accede alla sala della Barca, chiamata così poiché presenta ricchi intonaci con lo scudo nasride e dentro la parola «Benedizione», che in arabo si dice "Baraca", e che i castigliani hanno trasformato in "Barca", come appare in Granada y sus monumentos árabes, degli storici fratelli Oliver e Hurtado, anche se volgarmente si suole spiegare il nome per la similitudine ad una barca capovolta,
Nello stesso portico della sala c'è un'iscrizione che dice:
Un'altra spiegazione potrebbe essere che il nome derivi dall'avere un soffitto a cassettoni superbamente assemblato a forma di scafo di una barca rovesciata. Questa stanza rettangolare, di 24 metri per 4,35, sembra essere stata inizialmente più piccola, e la sua estensione fu realizzata da Mohamed V. In questa stanza c'era una volta semicilindrica che fu distrutta dall'incendio del 1890, poi sostituita da una riproduzione terminata nel 1964.
La stanza è circondata da un piedistallo alle cui estremità troviamo alcove con battiscopa piastrellati, che rivestono le colonne che reggono archi a fasce e smerlati di muqarnas e pennacchi. Da qui è possibile accedere alla Torre de Comares, preceduta dalla Sala degli Ambasciatori.

### Sala degli Ambasciatori
Il pavimento era di ceramica vetrificata con i colori bianchi e blu, decorata con lo stemma dei sultani di Granada successivamente sostituito, nel restauro del 1815, da lastre di argilla e tegole del XVI secolo al centro. Era un po' più elevato perché era consuetudine sedersi per terra sui cuscini e guardare fuori dalla finestra da quella posizione. L'intero perimetro è coperto da una base piastrellata. Il soffitto è un capolavoro della falegnameria di Granada. È una volta che sale fino a 18 metri di altezza e rappresenta il firmamento. È costruita con legno di cedro e intarsi di altri legni di diversi colori, per un totale di 8.017 pezzi. La parte centrale rappresenta il Settimo Cielo o Paradiso Islamico dove risiede Allah, centro raggiungibile dopo l'ascensione degli altri sei cerchi che lo circondano. Le quattro diagonali simboleggiano i quattro fiumi del Paradiso.

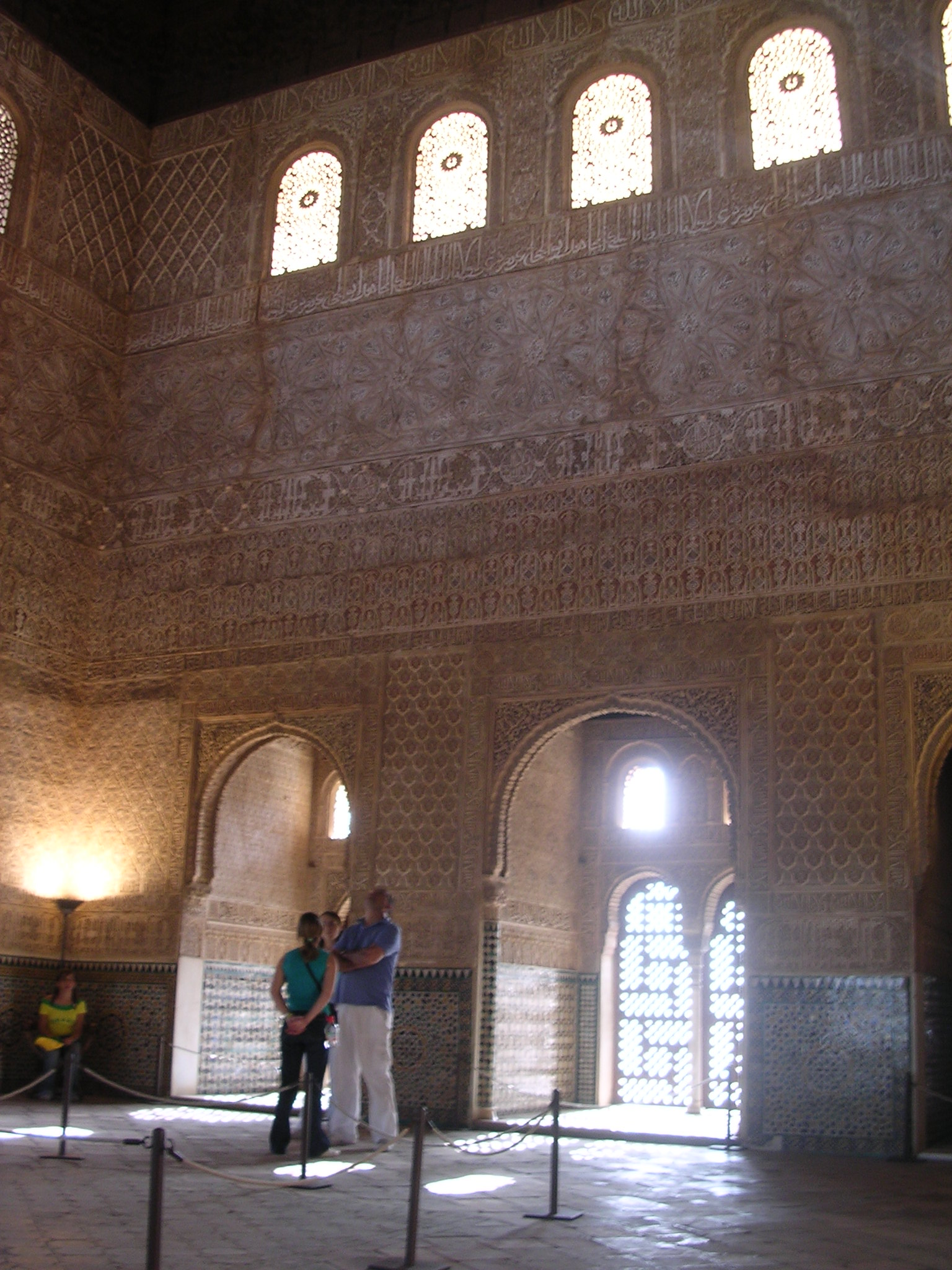
Salone degli Ambasciatori. Si vedono due alcove (descritte nel testo).
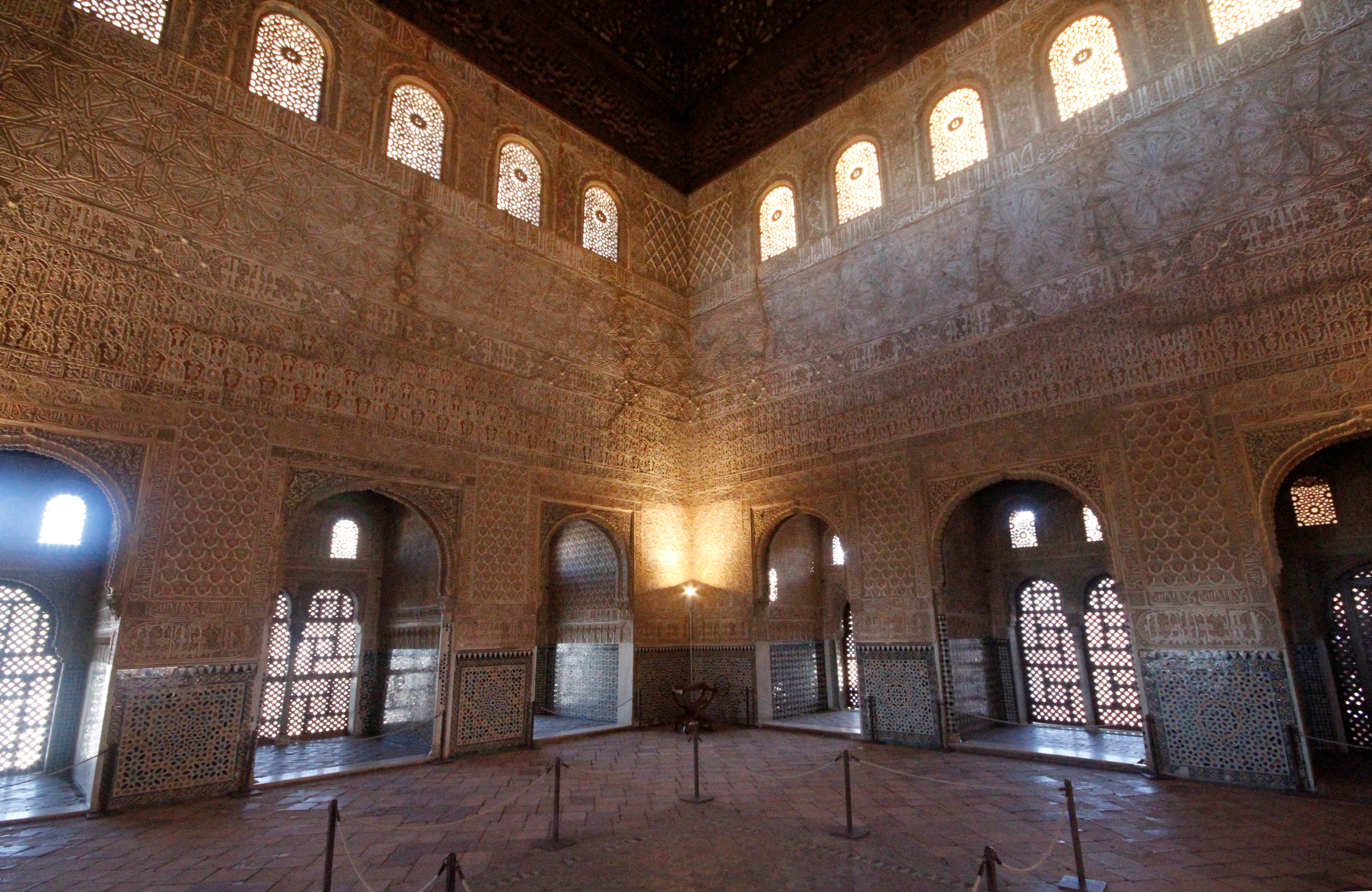
Veduta del salone de Comares o degli Ambasciatori, nel quale sono visibili i vani o alcove aperte in ognuno dei lati del salone

Nel patio degli Arrayanes spicca, ad una delle sue estremità l'imponente torre de Comares, alla quale si accede dalla sala della Barca. Il salone degli Ambasciatori, anche chiamato salone de Comares è il soggiorno più ampio e elevato di tutto il palazzo, e occupa l'interno della Torre de Comares, dominando, con la sua veduta, la valle del Darro. La sua costruzione risale al secondo trentennio del XIV secolo, ai tempi del sultano nasride di Granada, Yusuf I, anche se probabilmente non riuscì a vedere terminata l'opera che aveva ordinato costruire e adornare riccamente, visto che diverse iscrizioni attribuiscono il completamento a suo figlio Mohamed V. La sua funzione principale era celebrare le udienze private del sultano. 
Presenta una pianta quadrata di 11 metri di lato ed è alta 18 metri. Originariamente il pavimento era di marmo e oggi di ceramica. Nel centro della sala si può osservare un quadrato con il nome di Allah scritto su piastrelle. I muri sono stuccati (un lavoro realizzato da artigiani provenienti dalla Persia e dall'Iraq) e su essi sono ripetute le lodi a Dio incorniciate in stemmi, la cui legenda è "solo Allah è vittorioso", e alcuni frammenti del Corano, con il risultato di un contenuto poetico molto ricco. Ogni centimetro del muro è coperto da qualche elemento decorativo.
Ai lati della stanza ci sono 9 alcove, tre per ciascuno dei lati della stanza, stretta e allungata (circa 2,5 metri), l'alcova centrale sul lato nord è quella del sultano, proprio di fronte alla porta d'ingresso. Li il sultano sedeva con le spalle alla luce esterna, luce che invece l'ambasciatore in visita riceveva di fronte, risultando così in svantaggio. In questo luogo è possibile leggere alcune iscrizioni in versi che narrano l'utilità dello spazio:
Vi si aprono anche una serie di finestre chiuse anticamente da persiane di legno e vetrate colorate chiamate cumarias, (di lì il nome di comares). Tutte le pareti sono coperte di stucchi con motivi di conchiglie, fiori, stelle e scritture. É una sala policroma: oro nel rilievo, colori chiari sullo sfondo. Zoccoletto decorato con piastrelle. Il pavimento originale era di ceramica vetrificata in bianco e blu con scudi come motivi ornamentali.
Le pareti sono decorate con versetti coranici e poesie realizzati in gesso, che avrebbero dovuto rendere questa stanza alle sue origini, insieme alla decorazione che non ci è pervenuta, con i suoi giochi di luce e la sua atmosfera cortese, una delle sale più suggestive dei palazzi del mondo islamico. Il riscaldamento era realizzato con bracieri e l'illuminazione con lampade ad olio.
Uno degli aspetti più attraenti della sala degli Ambasciatori è il suo tetto, a forma cubica. In esso sono rappresentati i sette cieli della cultura musulmana, situati uno sull'altro. Il Corano dice che su loro sta il trono di Dio; tutto il tetto è pieno di stelle, in numero di cento cinque.
Il tetto è una rappresentazione dell'Universo, forse una delle migliori rappresentazioni del Medioevo. Realizzato in legno di cedro con incrostazioni di legni di differenti colori, rappresenta stelle sovrapposte che formano differenti livelli. Nel centro, in quello più elevato c'è Escabel (عرش) sulla quale sta Dio-Allah secondo il Corano. Da questo vanno ripetendosi le figure geometriche che dividono il tetto in sette spazi, che rappresentano i sette cieli che scendono consecutivamente fino a questo mondo: il 7 è uno dei numeri simbolici per eccellenza. Insieme configurano il Trono (كرس), che è il simbolo della creazione. Questo uso simbolico nella cosmologia coranica, con tante allusioni all'Escabel, al Trono, al Re che è assiso su di lui, ha una chiara intenzione di legittimare il sovrano come rappresentante (jalifa, da dove viene califfo) di Dio in terra. Il fatto che l'ambiente fosse la sala del trono, che era situato al suo centro, giusto sotto l'Escabel divino, è un chiaro riferimento a questo. Ma la simbologia della sala non finisce qui: le 4 diagonali del tetto rappresentano i quattro fiumi del Paradiso e l'Albero del mondo (o Axis Mundi), che avendo le sue radici nell'Escabel si espande in tutto l'Universo. La sua simbologia continua ancora: le alcove, nove (tre in ogni parete) più tre ingressi per l'accesso alla sala della baraka, sono un riferimento ai dodici segni zodiacali, in corrispondenza con la carta del settimo cielo che occupa quell'altezza.

### Bagni de Comares

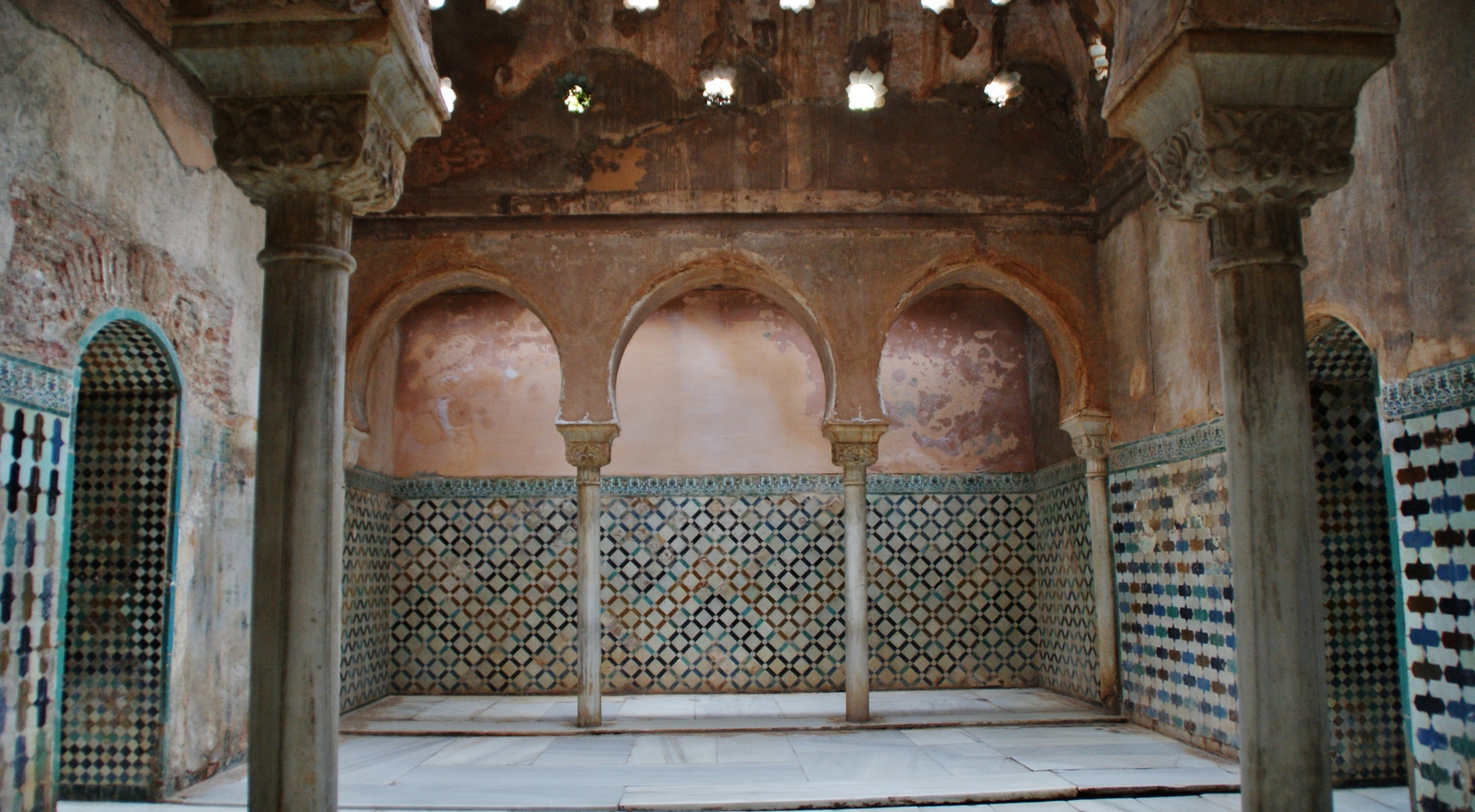
Sal
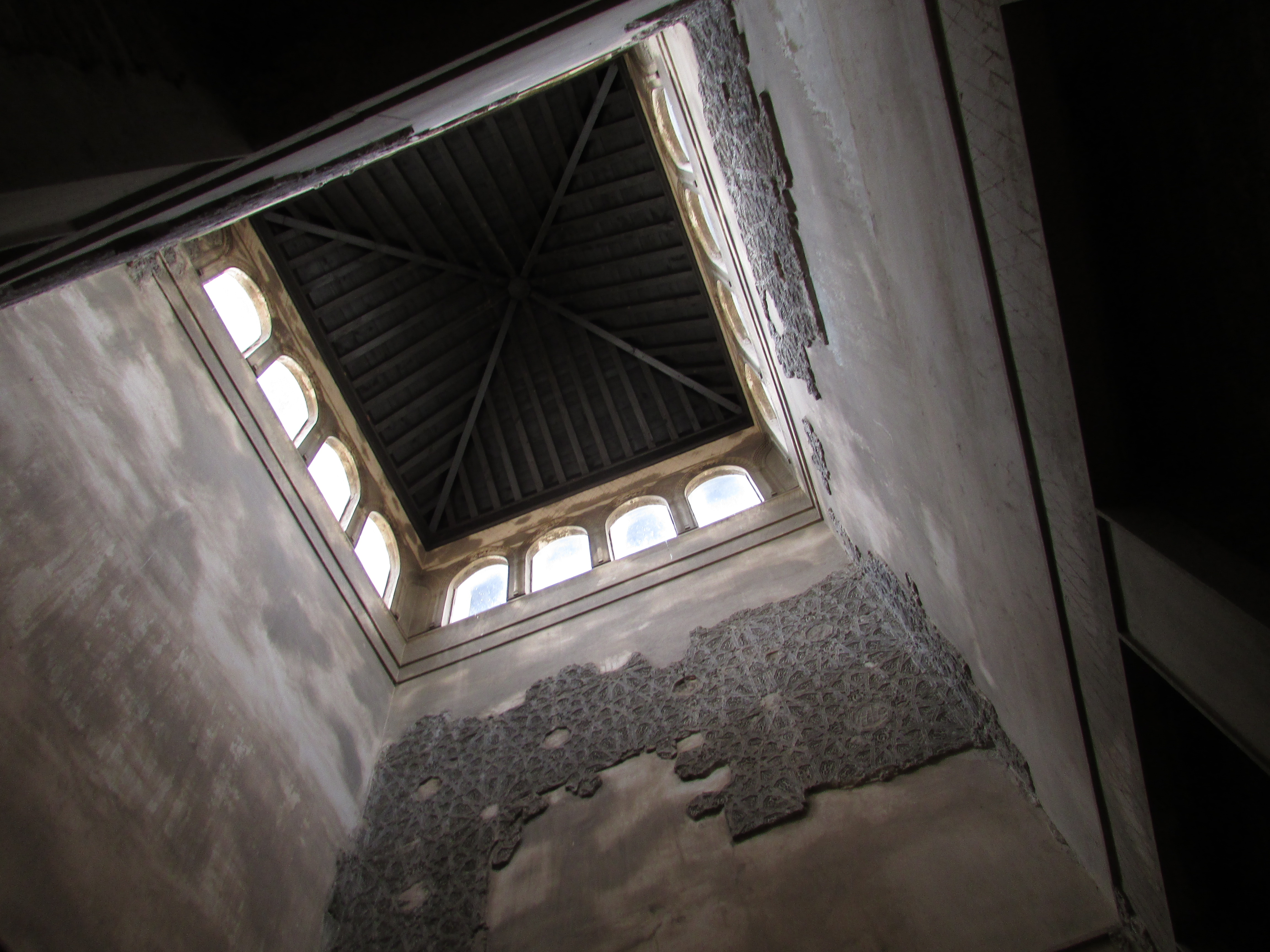
Soffitto con aperture per aerazione

Costruiti da Ismail I e addossati al Palazzo de Comares, dal quale vi si accede, sono il gioiello della casa musulmana; il bagno per il musulmano è un obbligo religioso. La costruzione è una copia delle terme romane. Dispone di diverse stanze, l'"apoditarium", una stanza per spogliarsi ed eseguire le prime abluzioni, a livello e con accesso dal Patio de los Arrayanes, la camera dei letti, scendendo delle scale, al livello inferiore, con accesso dal patio di Lindaraja, un secondo apoditarium, poi il passaggio nel bagno e il ritorno a riposare. A volte veniva portato del cibo e c'era una galleria in alto per musicisti e cantanti, poi la fredda, piccola stanza a volta aperta con lucernari a forma di stella che una volta erano coperti di vetro colorato, ma non a tenuta d'aria, in modo che il vapore potesse uscire fuori e l'aria fresca entrare. Poi un bagno caldo e turco, dove venivano fatti i massaggi. Con un ingresso annesso a quello del patio di Arrayanes, c'era la casa del guardiano e l'area dei servizi, dove si trovavano il forno e le legnaie.

## Palazzo dei Leoni
Il palazzo dei Leoni si trova ad est di quello de Comares, e occupa quello che sarebbe l'antico giardino orientale. Venne eretto, durante il secondo governo di Muhammad V (1362-1391), dopo che riuscì a recuperare il trono grazie all'alleanza con il re castigliano Pietro I, nel 1377. Il progetto era del suo alarife maggiore Abén Cecid, e i lavori si conclusero tredici anni dopo. Il palazzo, con una superficie approssimativa di 1900 m², ha il suo asse centrale nel Patio dei Leoni, che dà nome al palazzo, e i soggiorni sono strutturati a partire da questo cortile. Si suppone un esempio di integrazione tra architettura e acqua. In ognuna delle quattro sale fluisce un ruscello che va al centro: i quattro fiumi del Paradiso descritti nel Corano. 
In una estremità del lato sinistro del patio degli Arrayanes, un piccolo arco serve come ingresso ad un piccolo passaggio, al tempo dei Re Cattolici, attraverso il quale si arrivava al palazzo dei Leoni, che fino alla conquista cristiana era indipendente, e senza collegamento con il Palazzo de Comares.

### Influssi
Il Palazzo dei Leoni, nonché altre zone create da Muhammad V, come il Cuarto Dorado, rappresentano l'apogeo dell'arte nasride, con influssi islamici e cristiani. Durante il periodo in cui Muhammad V fu detronizzato dal suo fratellastro Abu-l Walid Ismail ed esiliato, scoprì delle opere architettoniche che lo avrebbero poi influenzato in seguito. A Fes visitò la moschea dell'Università al-Qarawiyyin, costruita da architetti andalusi almoravidi, con splendide decorazioni di mocárabes, presenti in al-Andalus, nonché le rovine della città romana di Volubilis, che gli permisero di esaminare gli ordini classici, l'ornamentazione romana e, soprattutto, l'impluvium. Anche se quello che più lo impressionò fu il Reale Alcázar di Siviglia, opera mudéjar  di artigiani di Toledo, Siviglia e Granada, del re Pietro I di Castiglia, alleato e amico personale, che lo aiutò a recuperare il trono e a sconfiggere l'usurpatore. Questo palazzo lo stupì, soprattutto la struttura del Patio de las Doncellas, che ripeterà in seguito.

#### Sala dei mocárabes

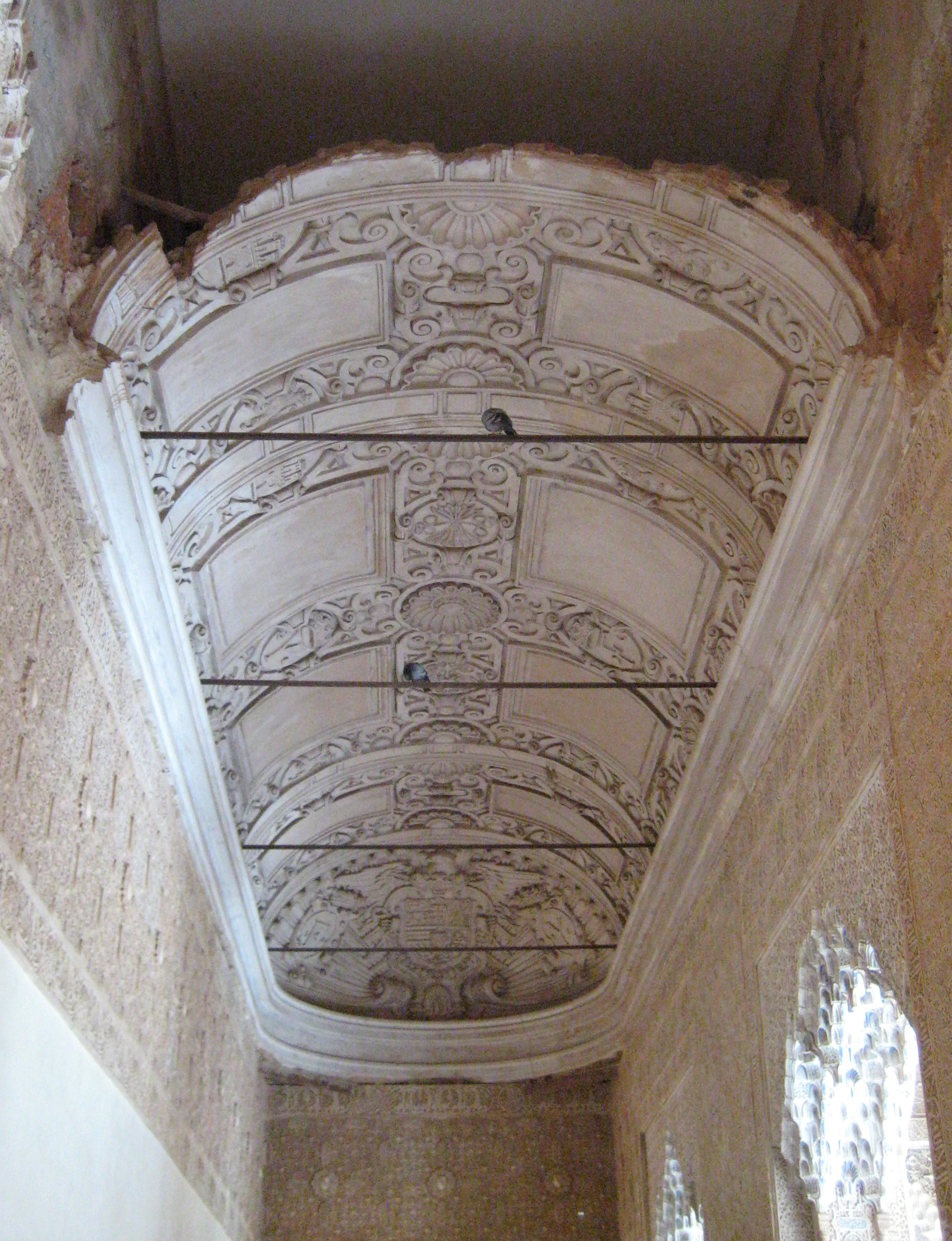
Particolare del soffitto

Chiamata così per la volta di mocárabes che la copriva fino al XVI secolo, quando fu danneggiata da un'esplosione nel 1590 e poi demolita. Quella di oggi è del XVII secolo. Era l'ingresso al palazzo dall'esterno, attraverso una porta ora chiusa, anche se attraverso una galleria dell'epoca dei monarchi cattolici si può accedere al Palazzo de Comares. Ha mura con intonaci, iscrizioni religiose e stemmi della dinastia dei Nasridi.

#### Patio dei Leoni

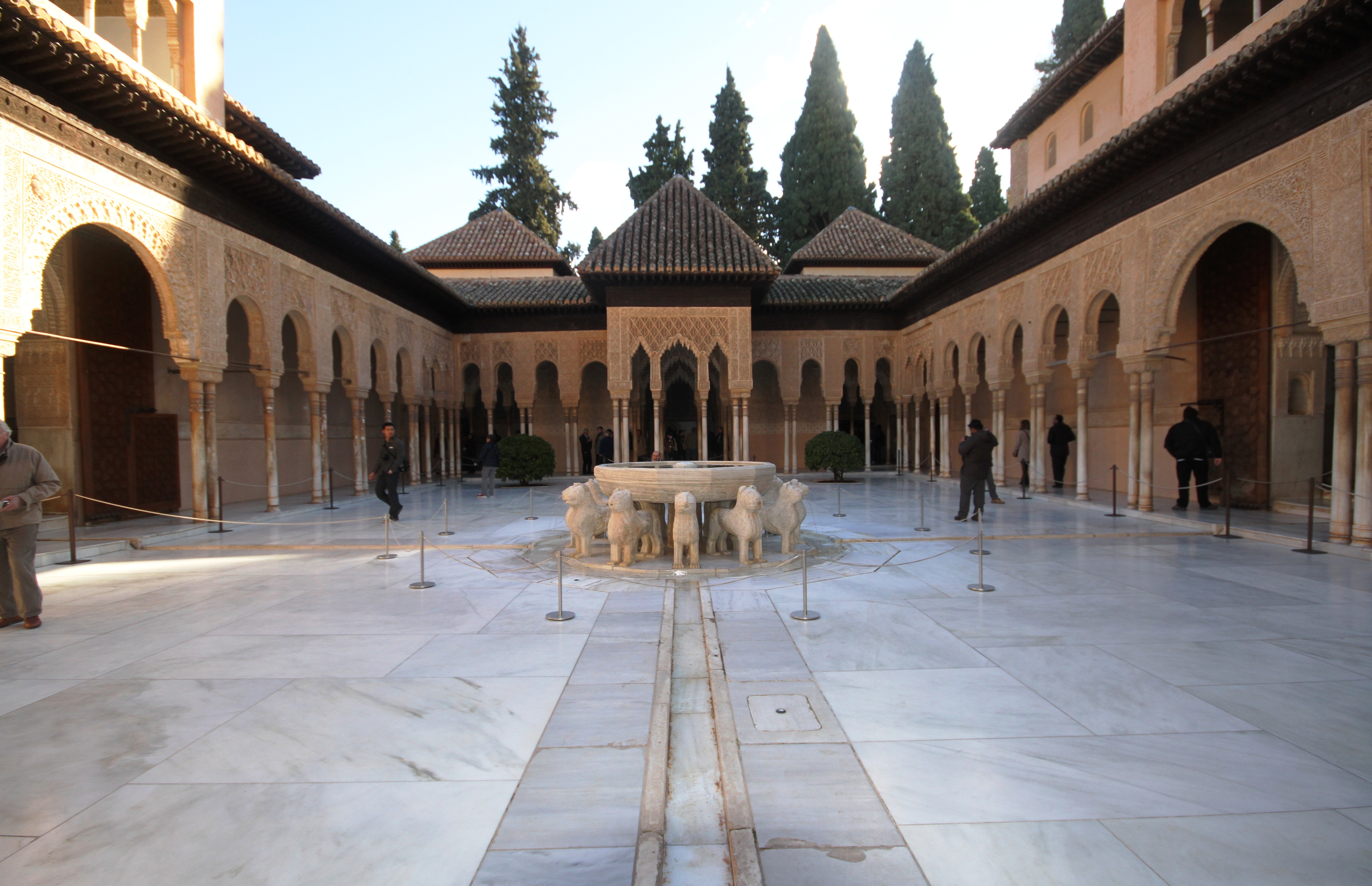
Patio dei Leoni visto da una delle estremità del patio
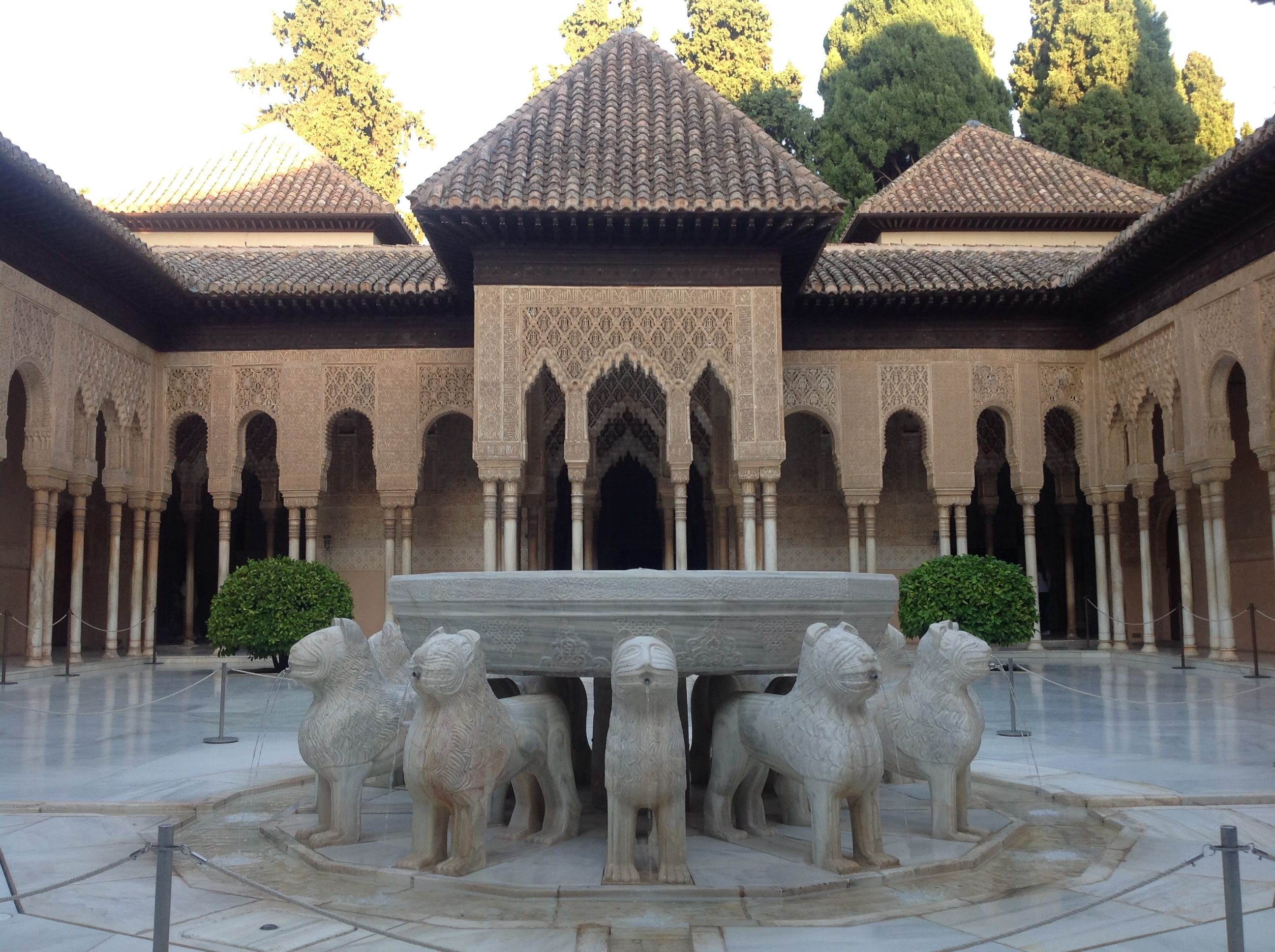
Patio dei Leoni con la fontana omonima in primo piano
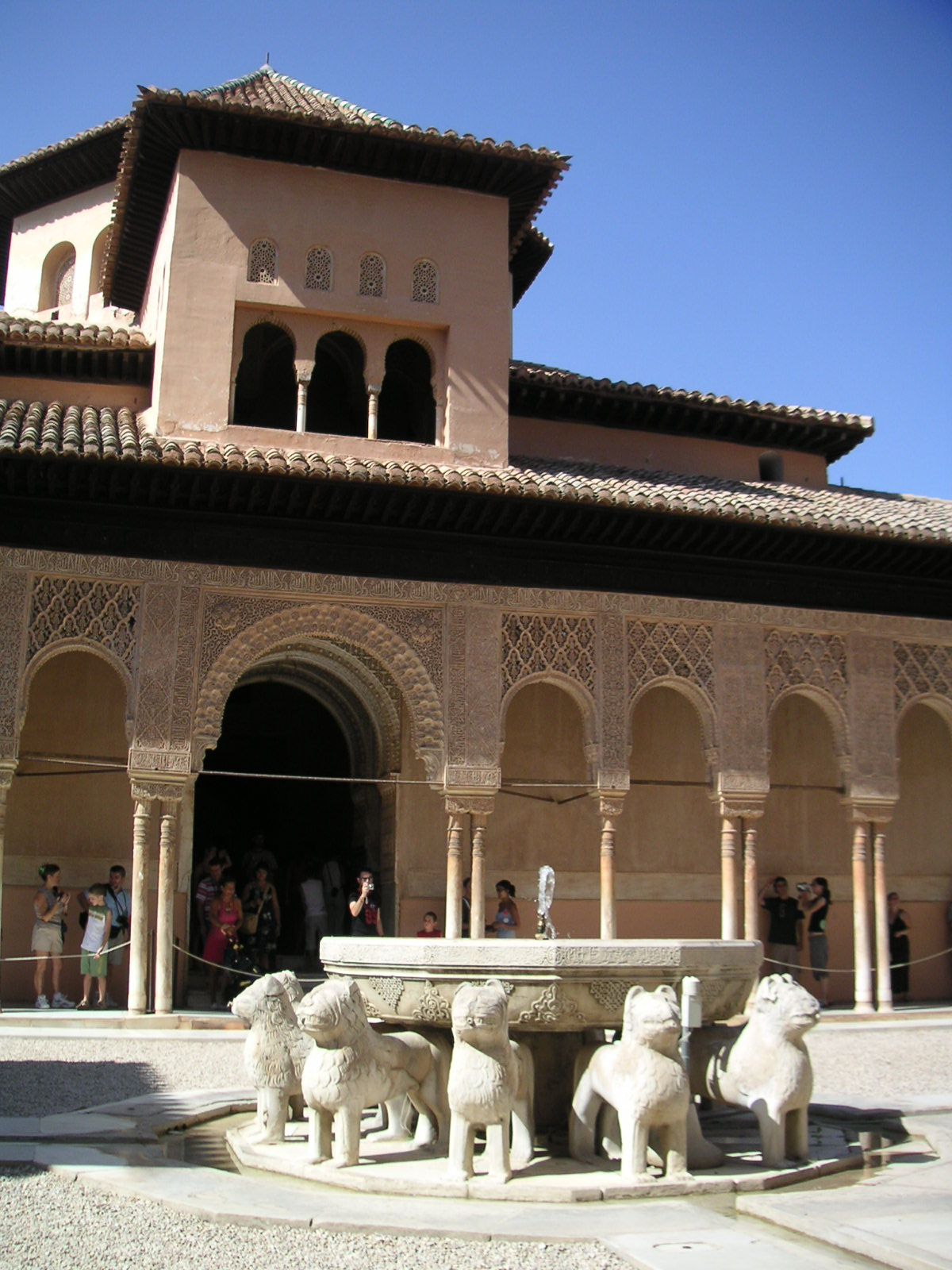
Fontana dei Leoni
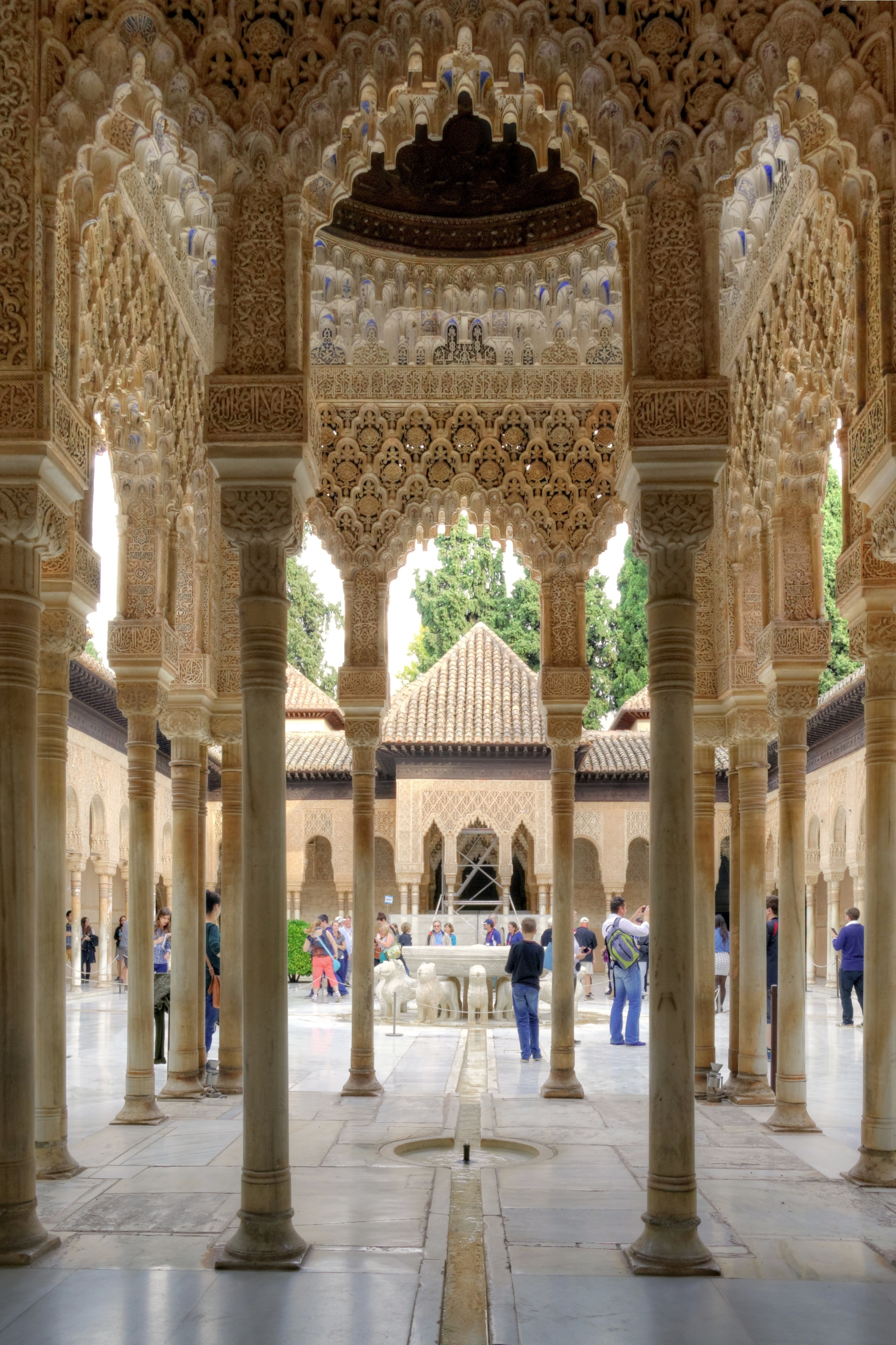
Colonne per patio con sullo sfondo la fontana
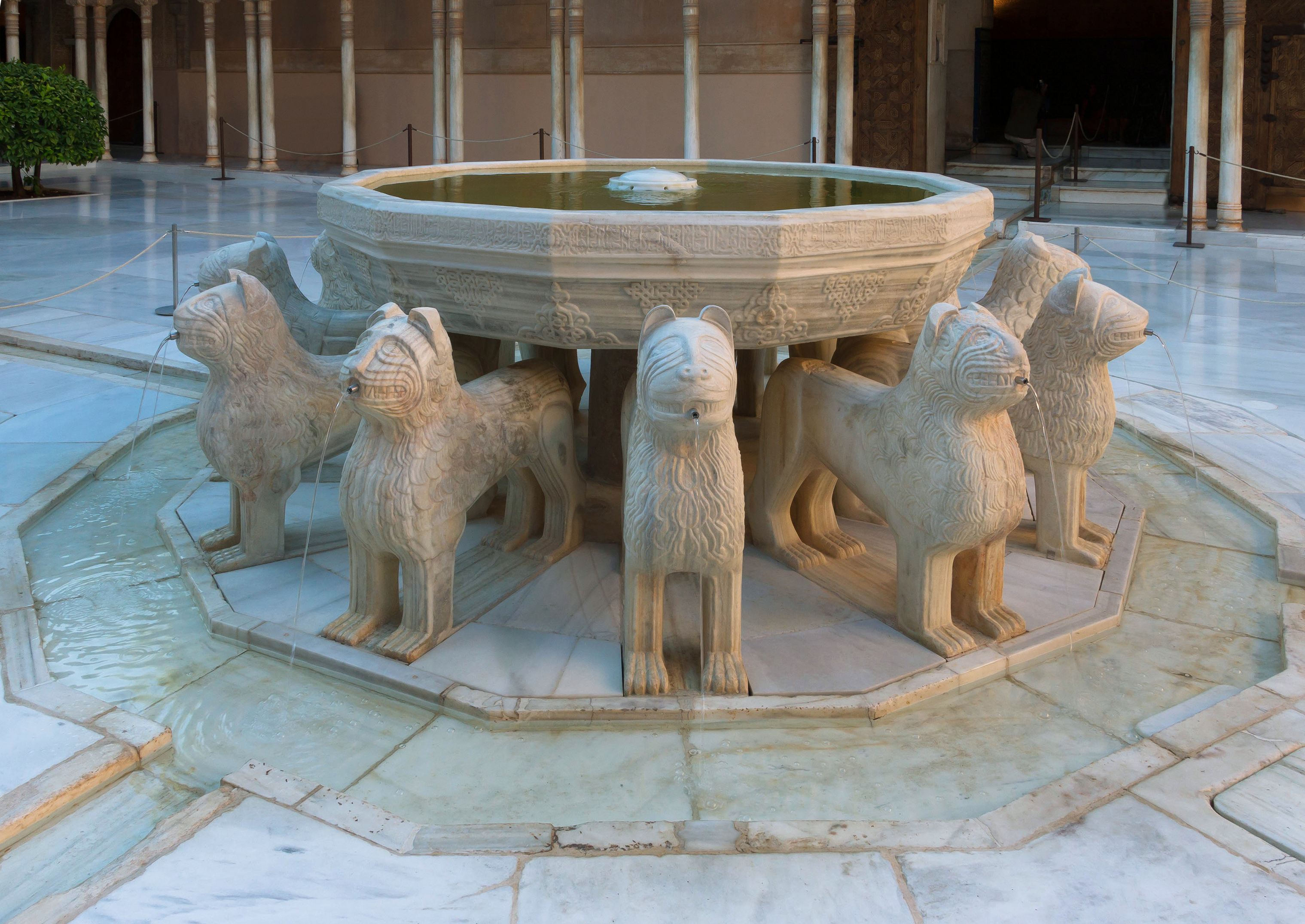
Fontana dei Leoni

È circondato da una galleria con 124 colonne di marmo bianco di Macael (Almería).

#### Fonte dei Leoni
È una vasca di alabastro sostenuta dalle figure di dodici leoni dello stesso marmo bianco di Macael. Si tratta di uno dei pochi e più grandi esempi di arte islamica, anche se ce ne sono di simili a Medina Azahara e il Grifone di Pisa è più grande.
La fonte è stata restaurata in situ, mentre i leoni sono stato smontati nel 2007 e ricollocati nel luglio del 2012 quando venne ricostruito il sistema idraulico tradizionale. Gli ultimi dati acquisiti grazie al restauro dei leoni e della vasca della fonte hanno potuto stabilire che, tanto i leoni come la vasca, datano al XIV secolo e hanno la stessa provenienza del materiale (marmo di Macael, Almería) essendo stata fabbricata la fonte nel suo insieme, tanto i leoni come la vasca, allo stesso tempo. Questa scoperta ha rettificato le informazioni che indicavano la provenienza dei leoni da un palazzo, precedente all'Alhambra, appartenente al primo visir della dinastia zirí, Samuele Ibn Nagrella. A sua volta, si è sono potute scoprire tre tipologie di leoni sulla base dei loro elementi formali. Ognuna è raffigurata in un gruppo di quattro leoni simili, due a due, nei loro tratti somatici: naso, criniera, fauci e posizione e rilievo della coda.
Nel municipio di Macael (Almería), è stata trovata una copia a dimensione reale, elaborata con lo stesso marmo di Macael. Le sculture di animali nell'arte islamica, basandosi sulle sure 15, 29 e 38, 72 del Corano, non sono consentite poiché rappresentano un essere animato.
La Fonte dei Leoni ha diversi significati o simbologie, nessuna delle quali documentata. Per qualcuno i dodici leoni hanno una simbologia astrologica, ogni leone rappresenterebbe un segno zodiacale. Per altri, ha un significato politico o di maestà relazionato con il tempio d re Salomone (dato che c'è un'iscrizione nella fonte riferita a questo fatto) e il mare di bronzo dello stesso tempio. L'ultima e la più importante, allude a un simbolo paradisiaco riferendosi così alla fonte, originaria della vita e ai 4 fiumi del Paradiso coranico. Ma quello che si può dire, è che la fonte come tale è un'allegoria del potere che risiede nel sultano.

#### Sala degli Abencerrajes

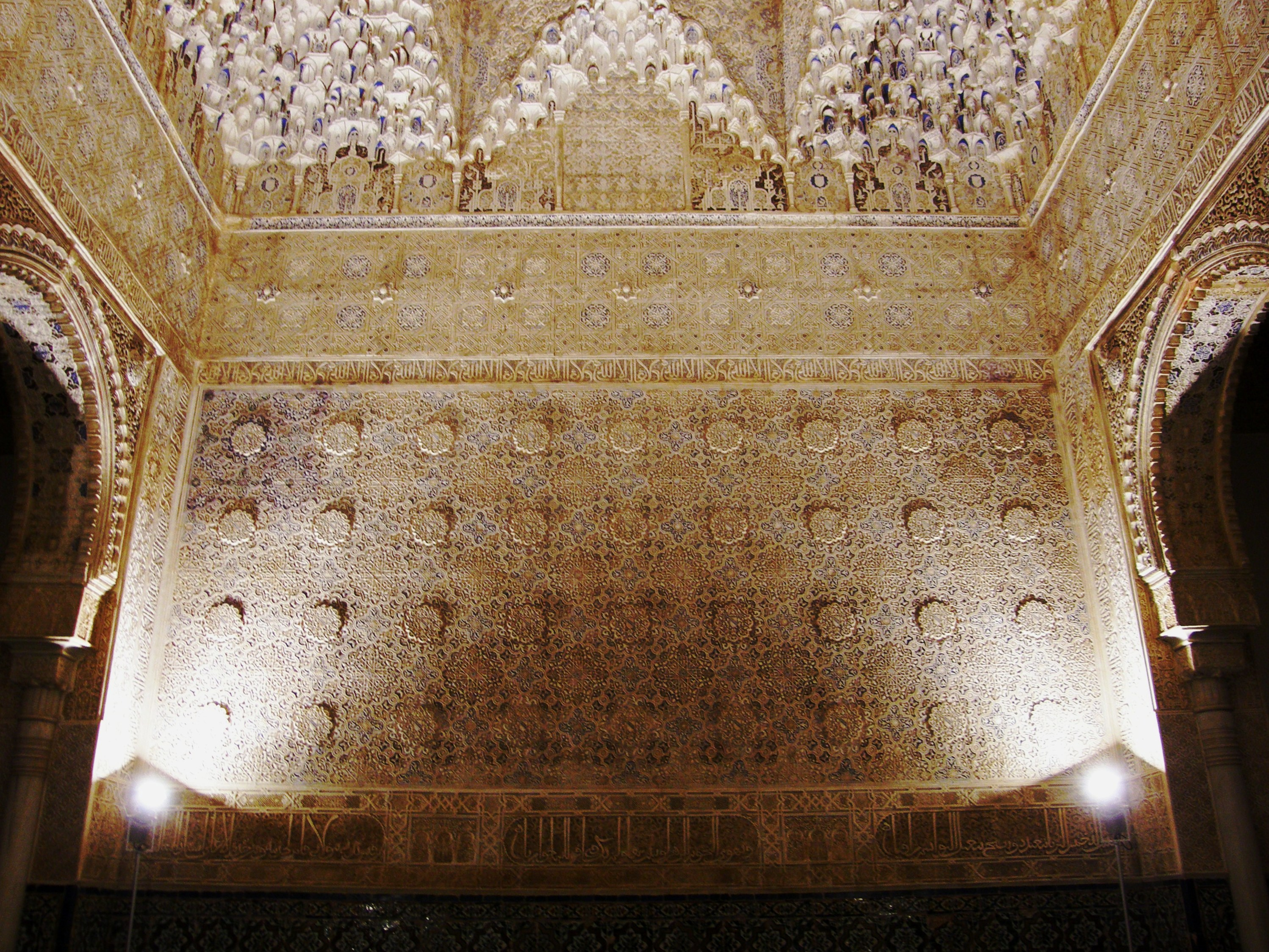
Parete e soffitto
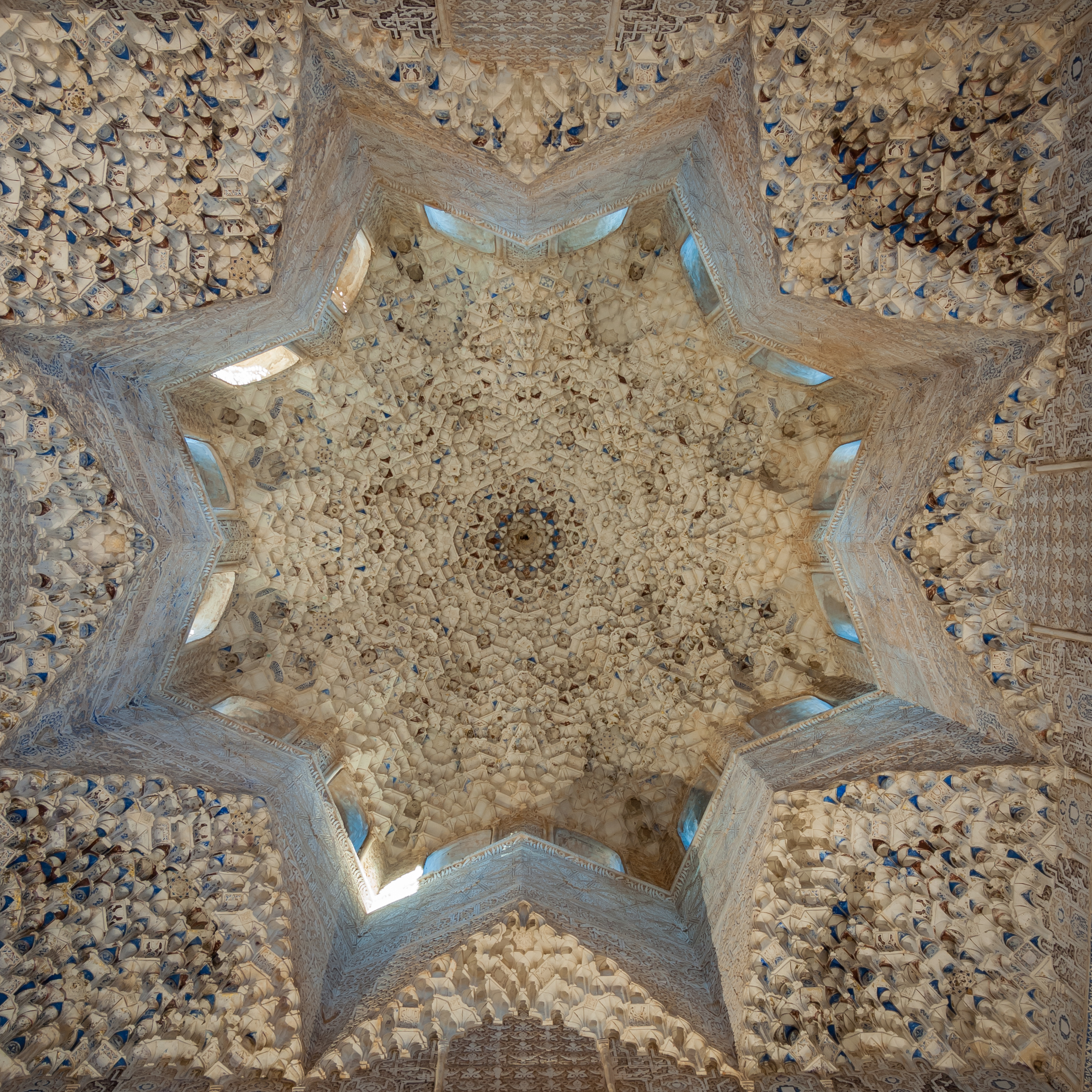
Soffitto

Questa sala era l'alcova del sultano. Essendo un appartamento privato non ci sono finestre verso l'esterno. I muri sono riccamente decorati. Lo stucco e i colori sono originali. Lo zoccoletto di piastrelle è del XVI secolo, della fabbrica di piastrelle di Siviglia. La cupola è decorata con muqarnas; a terra, al centro, una piccola fontana serviva a riflettere la cupola, che, essendo riccamente decorata, acquisiva una luce affascinante e magica, poiché entrando dall'alto cambiava a seconda delle diverse ore della giornata. Nel corridoio d'ingresso vi è una scala che sale ad alcune stanze alte, il popolarmente chiamato Harem, con un patio posto sopra la cisterna, con due portici per lato, con tre archi ciascuno, uno con colonne in mattoni e l'altro in marmo, con capitelli verdi riutilizzati.
La leggenda narra che in questa stanza furono massacrati, uno ad uno, i 36 membri della tribù degli Abencerrajes, che insieme agli Zegríes erano le due famiglie più importanti della nobiltà araba. Erano due tribù nemiche. Il sultano Muley Hacen aveva una moglie preferita, Isabel de Solís, castigliana. Sembra che avesse avuto relazioni con un Abencerraje. Gli Zegríes fecero la spia e poi giunse il massacro. Si dice che il pilone al centro abbia ancora le macchie rosse del sangue degli uccisi.

#### Sala dei Re

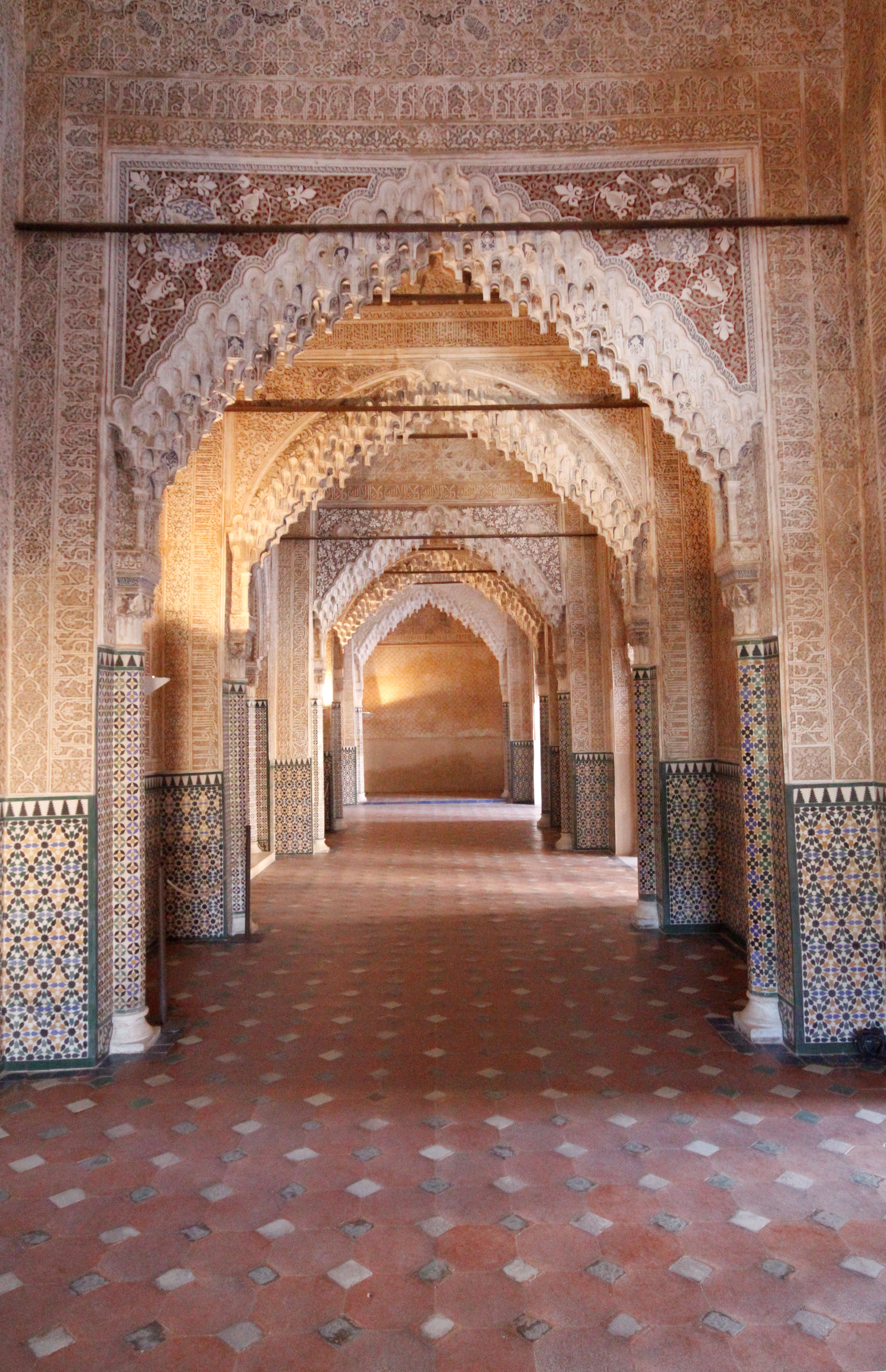
Sala dei Re
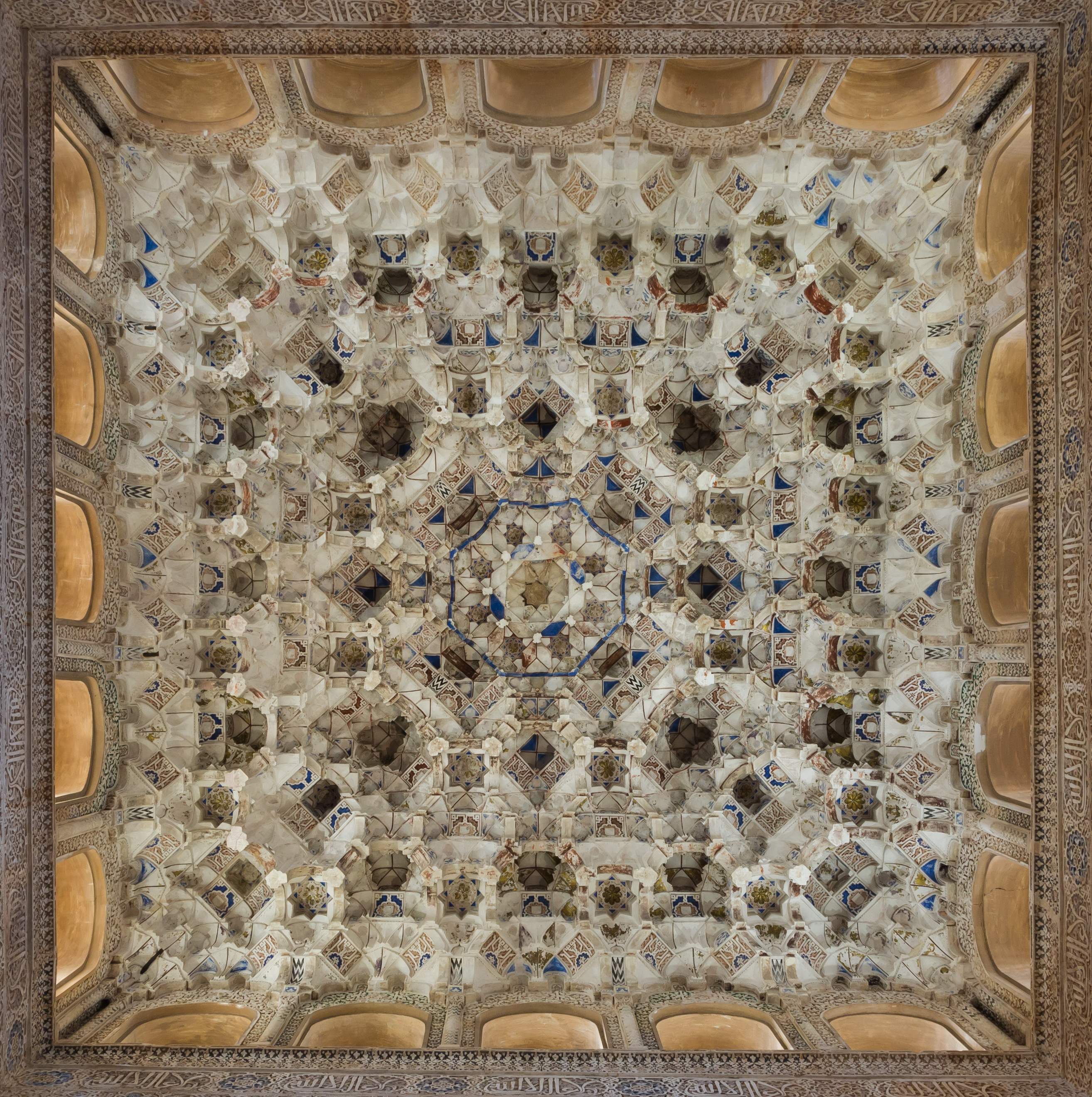
Stucco
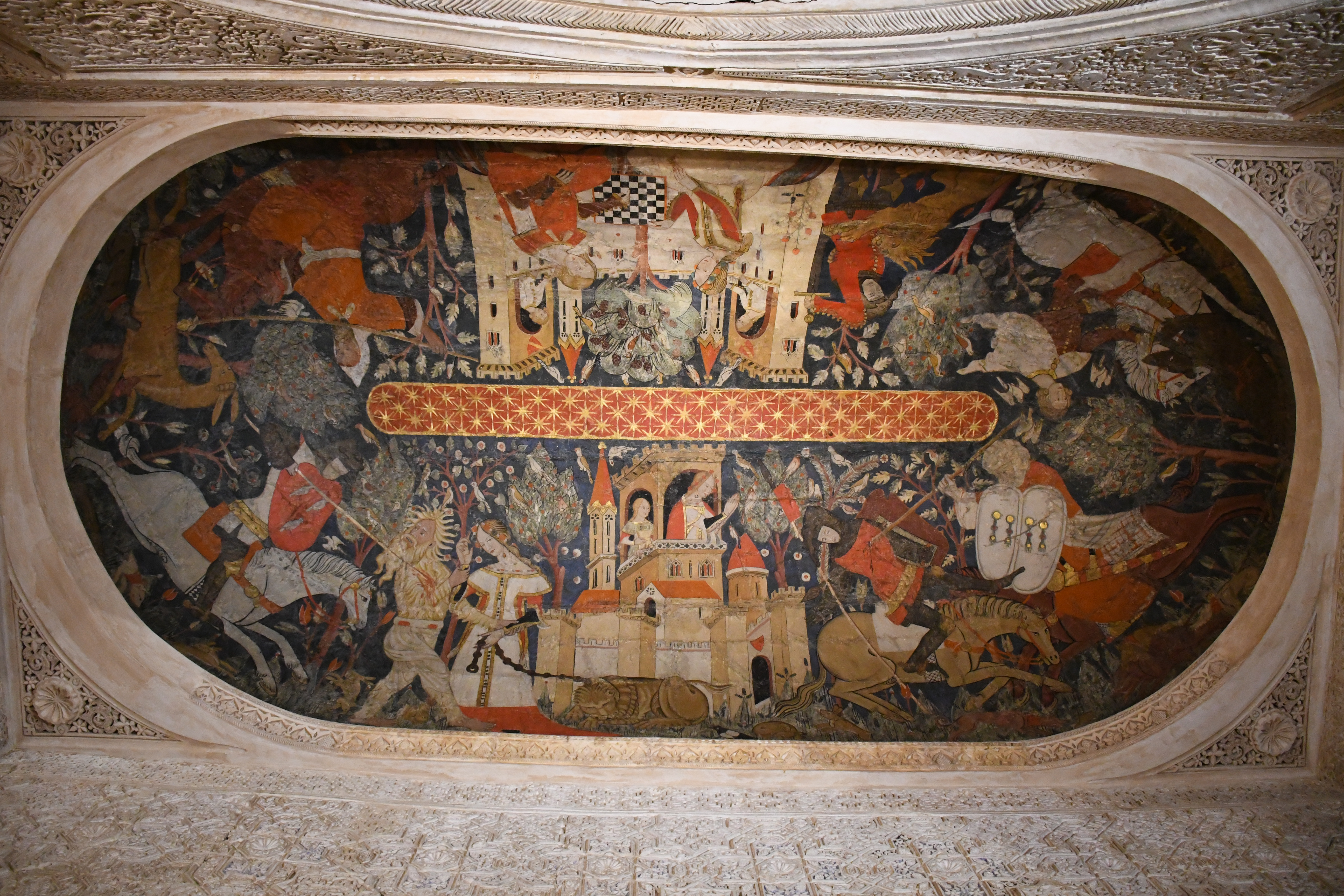
Affresco nella sala dei Re
Soffitto della sala dei Re
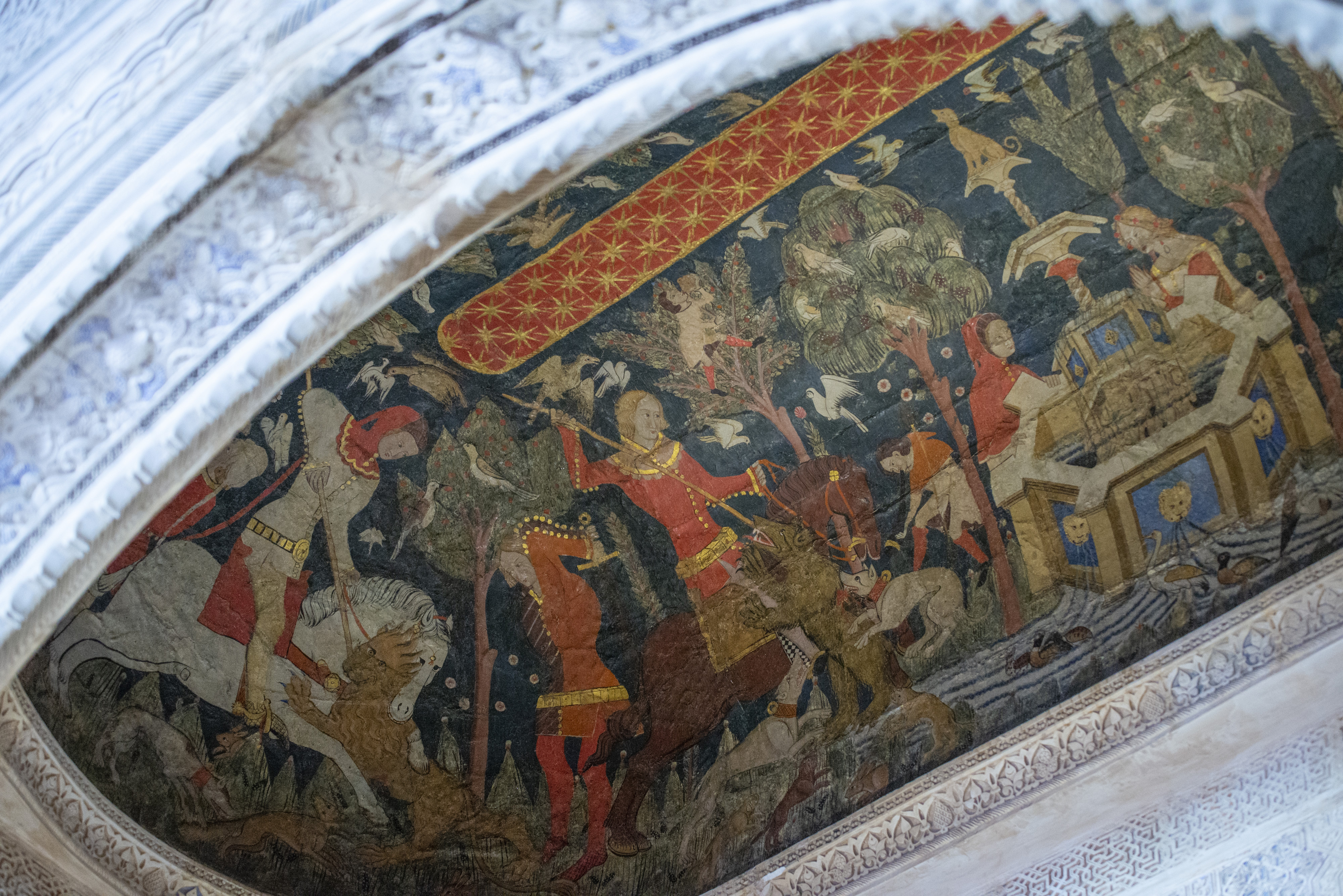
Sala dei Re (particolare)

Occupa tutto il lato orientale del patio. Chiamata così per la pittura che copre la volta della stanza centrale, è la sala più lunga dell'Harem, divisa in tre stanze uguali e due più piccole che potrebbero essere state armadi, per la loro postazione e mancanza di illuminazione. Probabilmente destinata a feste familiari. Al centro della volta la pittura rappresenta i dieci primi re di Granada dalla fondazione del regno, uno dei quali con la barba rossa che potrebbe essere Muhammad ibn Nasr chiamato al-Hamar il Rosso, fondatore della dinastia Nasride. Nelle volte laterali ci sono pitture che rappresentano cavalieri e dame, realizzate alla fine del XIV secolo. Ci fu uno scambio artistico ai tempi di Pietro I di Castiglia che chiese aiuto al re di Granada per restaurare il Reale Alcázar di Siviglia. Le pitture sono realizzate con una tecnica complessa: 
1. Assi di legno di peralejo bene spazzolato a formare un'ellisse.
2. Sulla superficie concava viene stesa la pelle bagnata, incollata con un bagno di colla e inchiodata con piccoli chiodi a testa quadrata ricoperti di stagno per evitare l'ossidazione.
3. Sul cuoio, uno strato di gesso, canna e colla di 2 cm di spessore già tostati e dipinti di rosso.

Su questo strato e con un punzone vengono disegnati i soggetti.
La divisione interna della sala è realizzata mediante archi, che tagliano il soggiorno in senso perpendicolare. Questi archi mostrano gli intradossi pieni di mocárabes e sono coperti da stucchi, che mostrano simboli nasridi e anche cristiani. L'apparenza congiunta nella sala con i suoi archi decorati potrebbe ricordare qualche modello di moschea almoade.

#### Sala de las dos Hermanas

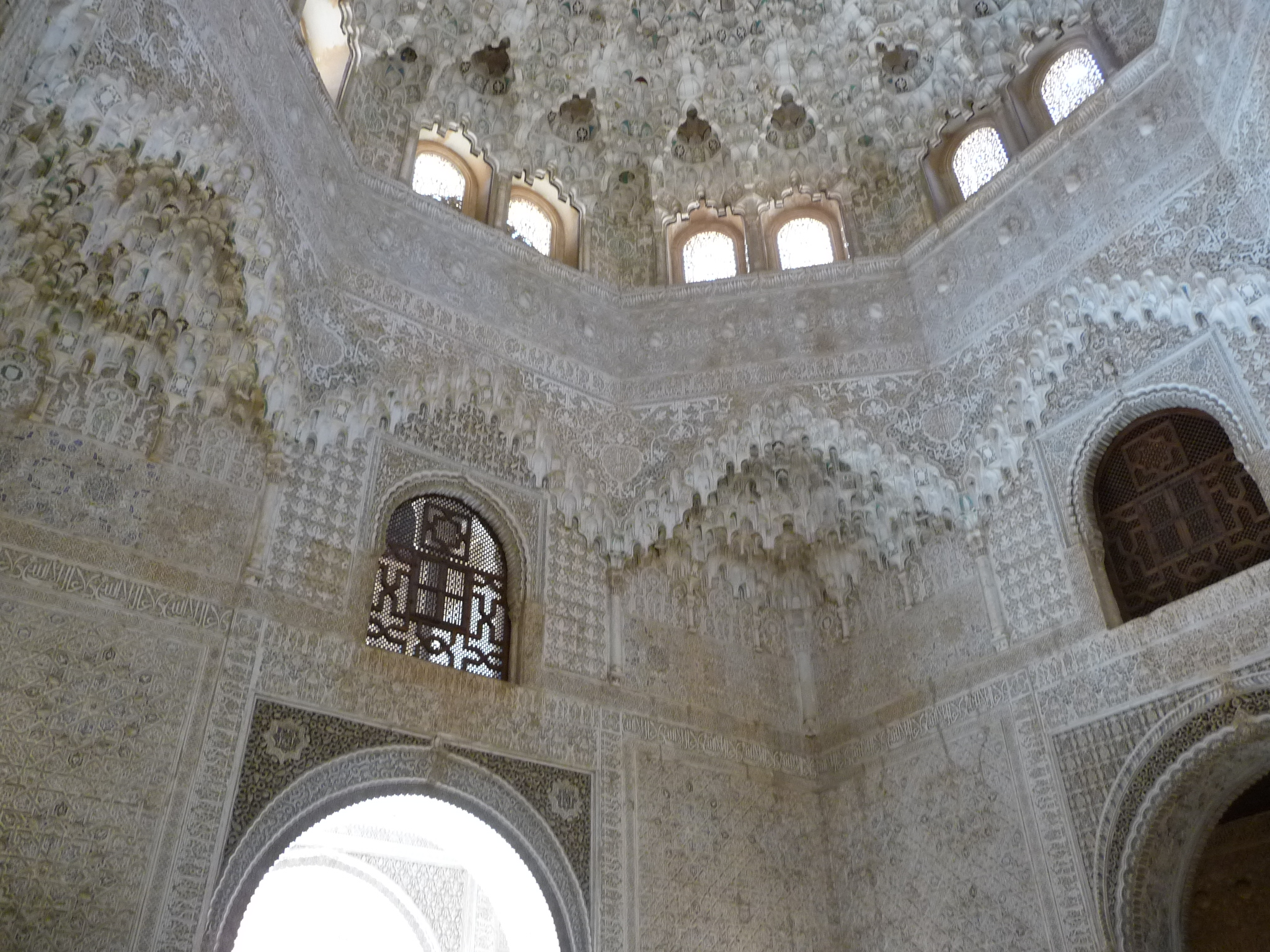
Decorazioni di pareti e soffitto
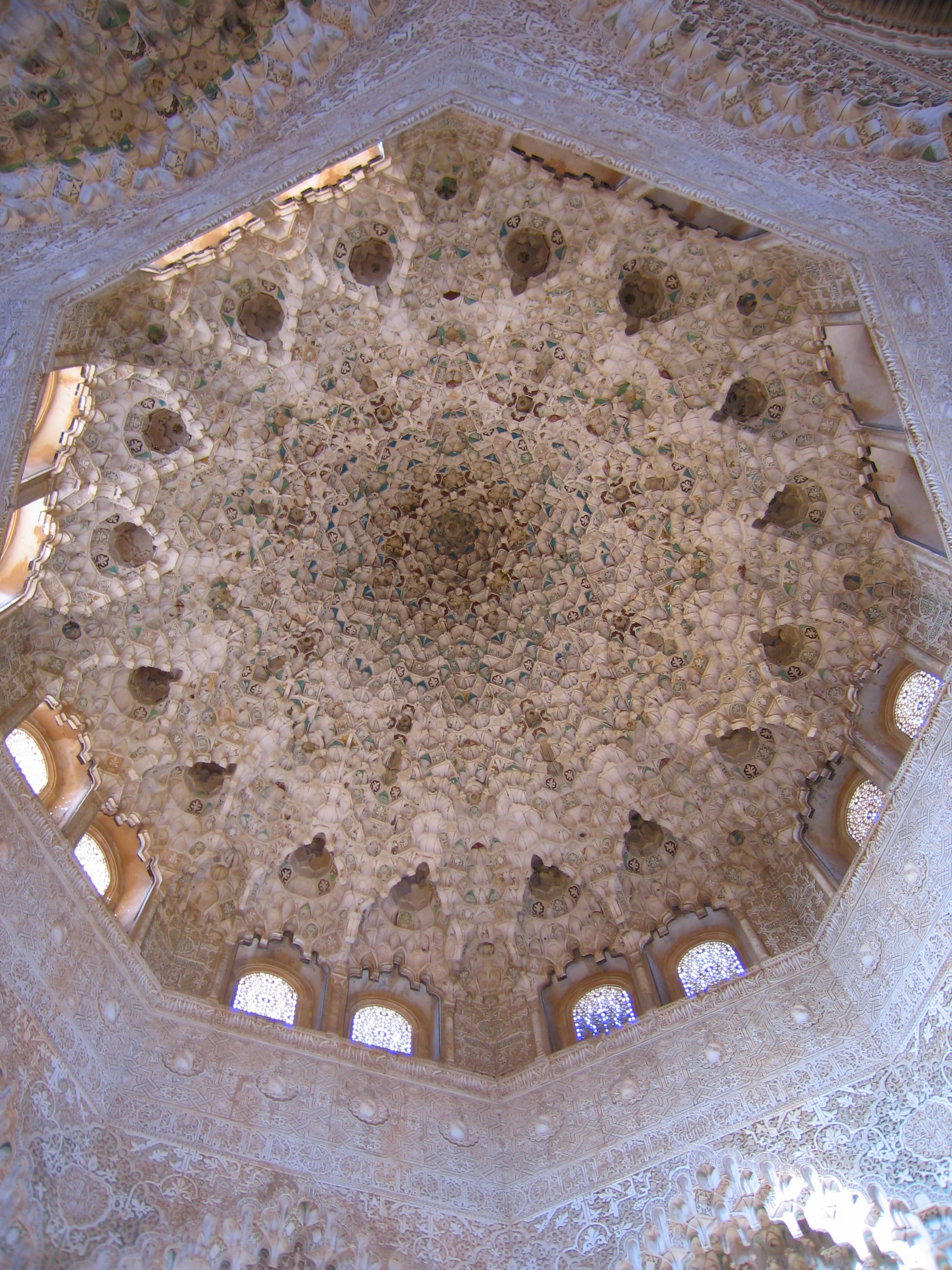
Particolare del soffitto

Uscendo dal patio dei Leoni dal lato opposto alla sala degli Abencerrajes, si supera un'originale porta intarsiata, una delle più belle del palazzo, attualmente conservata nel Museo dell'Alhambra. Il nome dos Hermanas deriva dalle due lastre di marmo bianco sul pavimento su entrambi i lati della fontana centrale, esattamente le stesse per dimensioni, colore e peso. La sala ha un belvedere sulla città e una comunicazione diretta con i bagni. 
Questa sala, come tutta l'Alhambra, ha poemi scritti sulle pareti. In questa sala si può leggerne uno che dice:
radiante cúpula hay en ella
con encantos patentes y escondidos
(...) Nunca vimos jardín tan verdeante,
de más dulce cosecha y más aroma.»
la cupola radiante è dentro
con brevetto e ciondoli nascosti
(...) Non abbiamo mai visto un giardino così verde,
raccolto più dolce e più aromatico.»
In ogni stanza dell'harem ci sono due aperture: una dà sull'harem alto, un'altra è una latrina. Non ci sono cucine. Impiegavano i fornelli o cucinavano fuori. Il suo uso poteva essere per l'ascolto della musica, anche se altre fonti dicono che lì si riuniva la Sura (Consiglio dei Ministri).

#### Sala degli Ajimeces
Al fondo della sala precedente si trova questa sala, con un interessante tetto di mocárabes realizzato nel XVI secolo.

### Mirador di Lindaraja

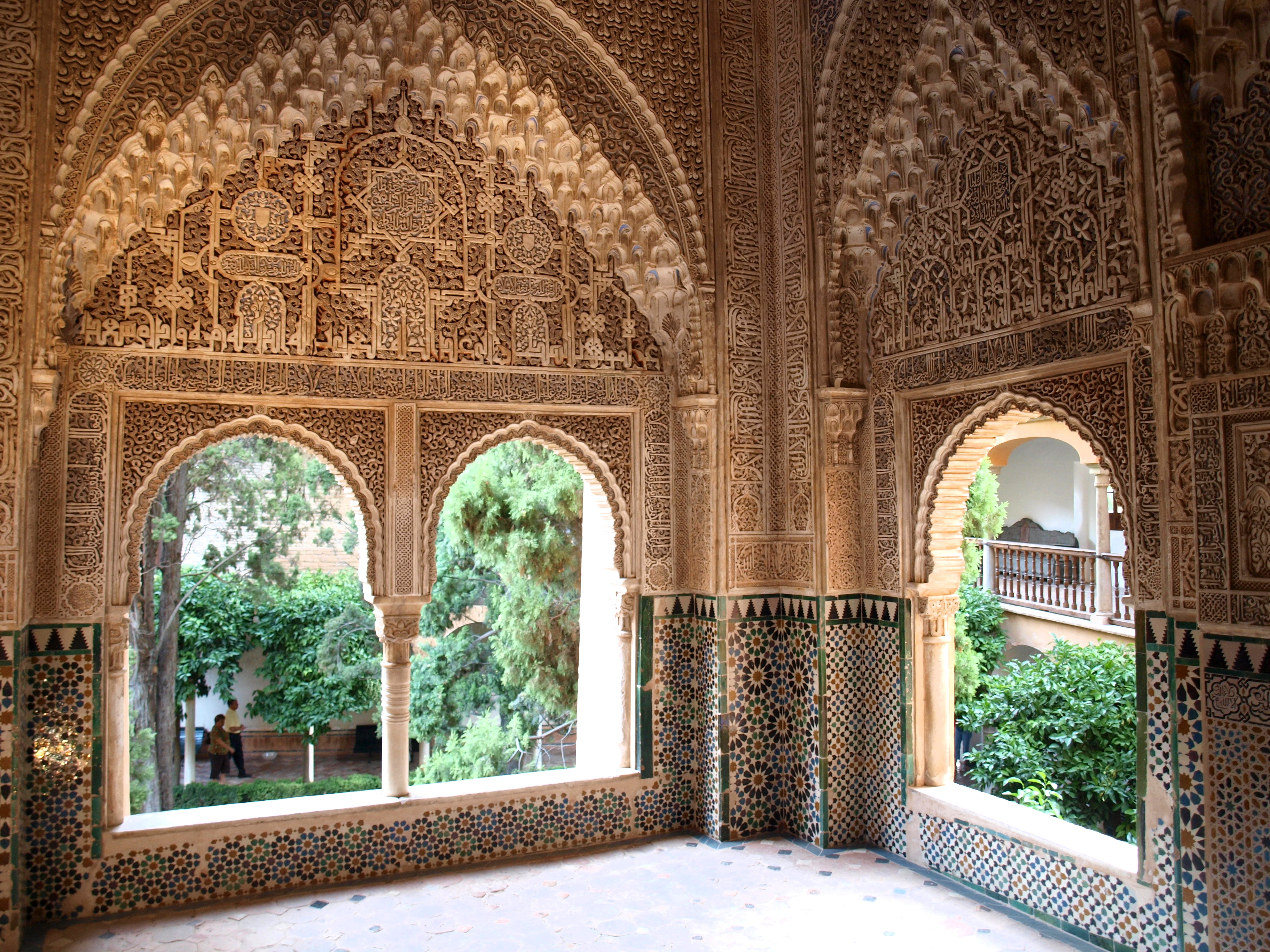
Mirador di Lin-dare-Aixa

Nella sala degli Ajimeces si trova il Balcone di Lin-dare-Aixa. Dava sulla valle del fiume Darro e si vedeva da lontano la città. La costruzione del Palazzo di Carlo V ne impedisce la vista. Nel mirador di Lindaraja, si può leggere il seguente poema: "Sono di questo giardino l'occhio fresco" (...) "Attraverso me vede Granada, dal suo trono", il che suggerisce che lui o un trono avrebbero potuto trovarsi lì, anche se non è certo.